# Cừu
Cừu (danh pháp hai phần: Ovis aries) còn được gọi là trừu, chiên, mục dương, dê đồng là một loài gia súc trong động vật có vú thuộc Họ Trâu bò. Đây là một trong những loài gia súc được con người thuần hóa sớm nhất để nuôi lấy lông, thịt, sữa, mỡ và da. Đàn cừu trên thế giới hiện nay là trên 1 tỷ con. Cừu có nhiều khả năng được thuần hóa từ loài hoang dã mouflon của châu Âu và châu Á. Một trong những động vật được thuần hóa sớm nhất để phục vụ cho mục đích nông nghiệp như lấy len, thịt và sữa.
Lông cừu là loại sợi động vật được sử dụng rộng rãi nhất, và thường được thu hoạch bằng cách cắt lông. Thịt cừu được gọi là cừu tơ khi lấy từ các con nhỏ và thịt cừu khi lấy từ các con già hơn. Cừu vẫn là một loại gia súc cung cấp thịt và lông quan trọng cho đến ngày nay, và người ta cũng lấy da, sữa và động vật cho nghiên cứu khoa học. Giống cừu lấy thịt nổi tiếng là cừu Lincoln (Anh). Cừu còn phân bố ở Mông Cổ, Tây Tạng, Trung Á, châu Đại Dương. Giống cừu lấy lông tốt nhất là cừu Merino. Cừu là loại dễ tính, có thể ăn các loại cỏ khô cằn, ưa khí hậu khô, không chịu ẩm ướt. Nuôi nhiều ở những nơi khô hạn, hoang mạc và nửa hoang mạc, đặc biệt là vùng cận nhiệt.
Tại Việt Nam có nuôi cừu ở vùng đồi thuộc tỉnh Ninh Thuận.

## Thức ăn

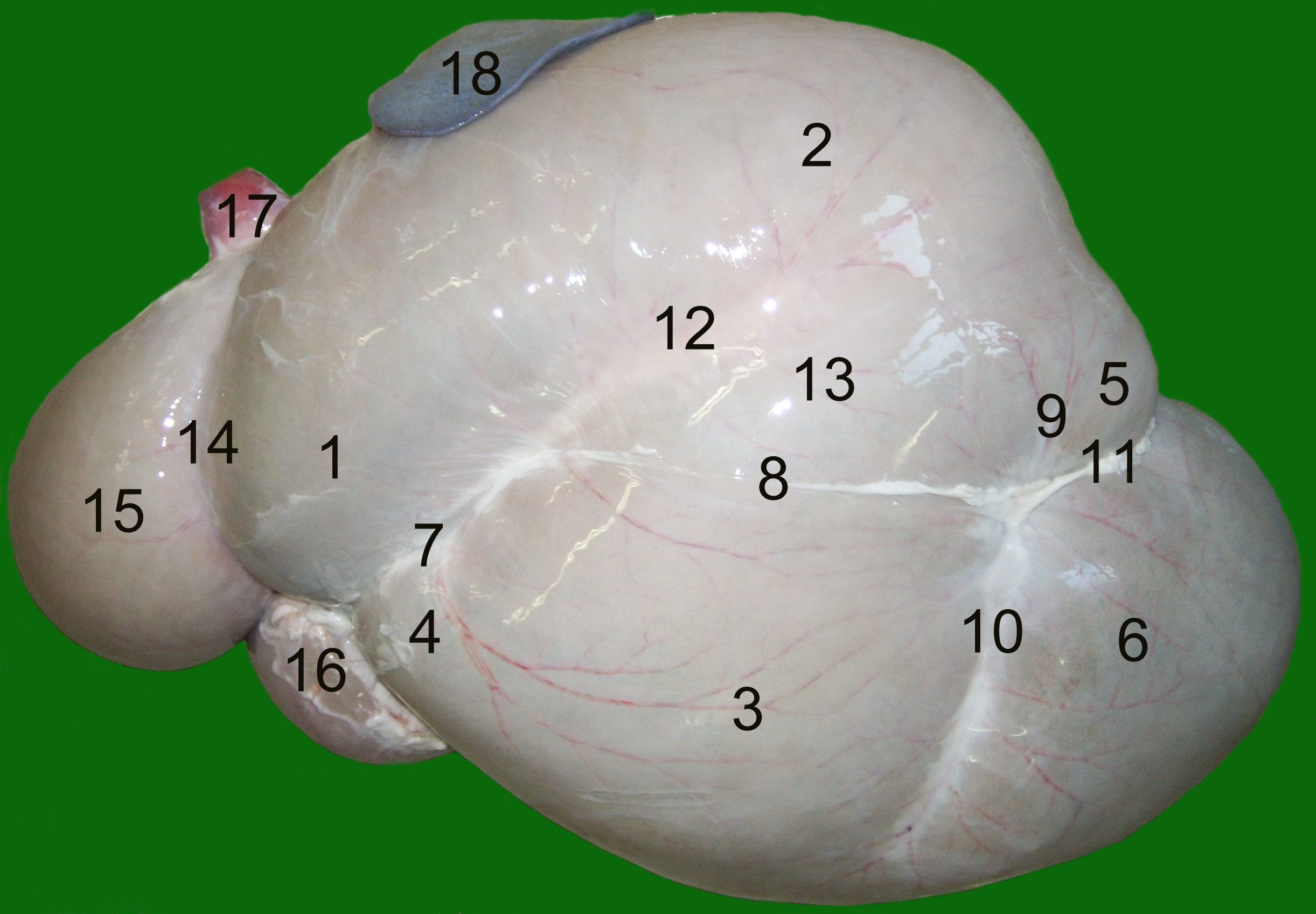
Hệ nhai lại của cừu

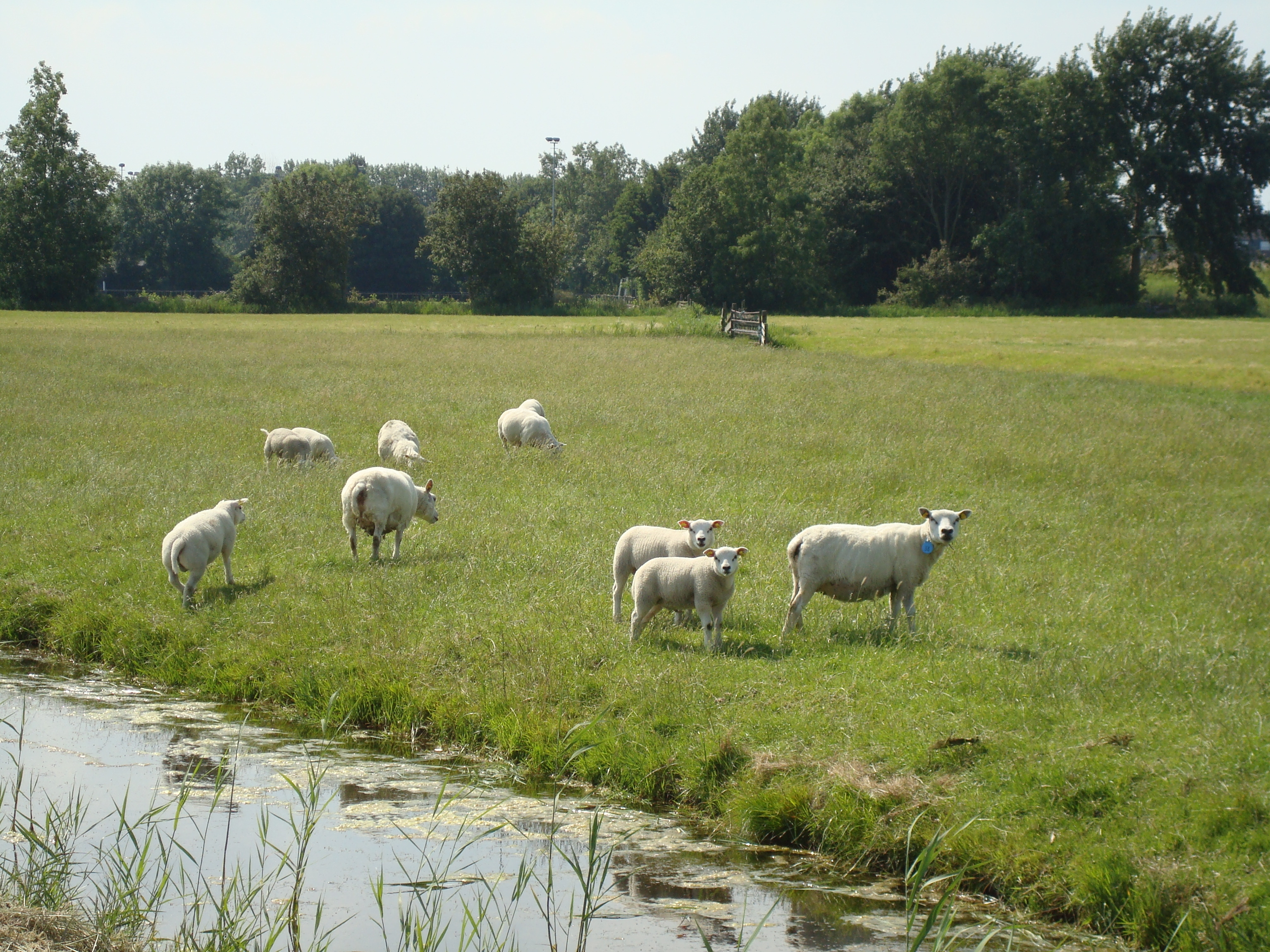
Một đàn cừu nhà

Cừu là động vật có vú ăn rất nhiều cỏ. Hầu hết chúng gặm cỏ và ăn các loại cỏ khô khác, tránh các phần thực vật có gỗ nhiều so với dê. Cả cừu và dê dùng môi và lưỡi của chúng để chọn những phần thực vật dễ tiêu hóa và có nhiều dinh dưỡng. Tuy nhiên, cừu chăn thả tốt ở khu vực đồng cỏ trong khi dê lại không thích hợp. Giống như tất cả động vật nhai lại, cừu có một hệ tiêu hóa phức tạp gồm bốn ngăn, cho phép chúng phân hủy cellulose từ thân, lá và hạt thành các carbohydrat đơn giản hơn. Khu chăn thả cừu, thực vật được nhai thành khối được gọi là Bolus (tiêu hóa), khối này sau đó được đưa vào dạ cỏ thông qua dạ tổ ong. Dạ cỏ chứa khoảng 19 đến 38 lít nơi lên men thức ăn.
Các sinh vật lên men bao gồm vi khuẩn, nấm và protozoa. (các sinh vật quan trọng khác trong dạ cỏ còn có vi khuẩn cổ, chúng tạo ra metan từ cacbon dioxide.) Bolus được đưa trở lại miệng theo định kỳ cho việc nhai lại và tiếp thêm nước bọt. Nhai lại là một thích nghi cho phép động vật nhai lại ăn cỏ nhanh vào buổi sáng, và sau khi nhai hoàn toàn và chúng tiêu hóa thức ăn sau đó trong ngày. Điều này an toàn hơn chăn thả gia súc, vì chúng phải hạ thấp đầu trong khi ăn nên dễ bị các động vật ăn thịt tấn công, trong khi nhai lại thì không.
Trong khi lên men, dạ cỏ sinh ra khí và khí này phải thải ra ngoài. Sự rối loại của cơ quan, như thay đổi chế độ ăn bất ngờ có thể gây ra tình trạng tử vong do sưng lên khi khí bị đọng trong dạ cỏ, do sự đóng kính của phần đuôi co thắt của thực quản khi tiếp xúc với bọt hoặc chất lỏng. Sau khi lên men trong dạ cỏ, thức ăn đi vào dạ tổ ong và dạ lá sách; các thức ăn đặc biệt như ngũ cốc có thể bỏ qua dạ cỏ hoàn toàn. Sau khi qua 3 ngăn đầu, thức ăn đi vào dạ lá sách để kết thúc quá trình tiêu hóa trước khi hấp thụ qua ruột. Dạ lá sách là cơ quan duy nhất trong 4 ngăn tương tự như bao tử người, và đôi khi được gọi là "bao tử thật".
Cừu có chế độ hoạt động ban ngày, ăn từ sáng đến tối, thỉnh thoảng dừng lại để nghỉ ngơi và nhai lại. Đồng cỏ lý tưởng cho cừu như cỏ, Họ Đậu và forb. Các loại đất nuôi cừu rất khác nhau từ đồng cỏ lấy hạt và vùng đất bản địa cải tạo từ đất khô. Các loại cây có độc phổ biến đối với cừu có mặt khắp nơi trên thế giới, và bao gồm (không giới hạn) cherry, sồi, cà chua, thủy tùng, đại hoàng, khoai tây, đỗ quyên.

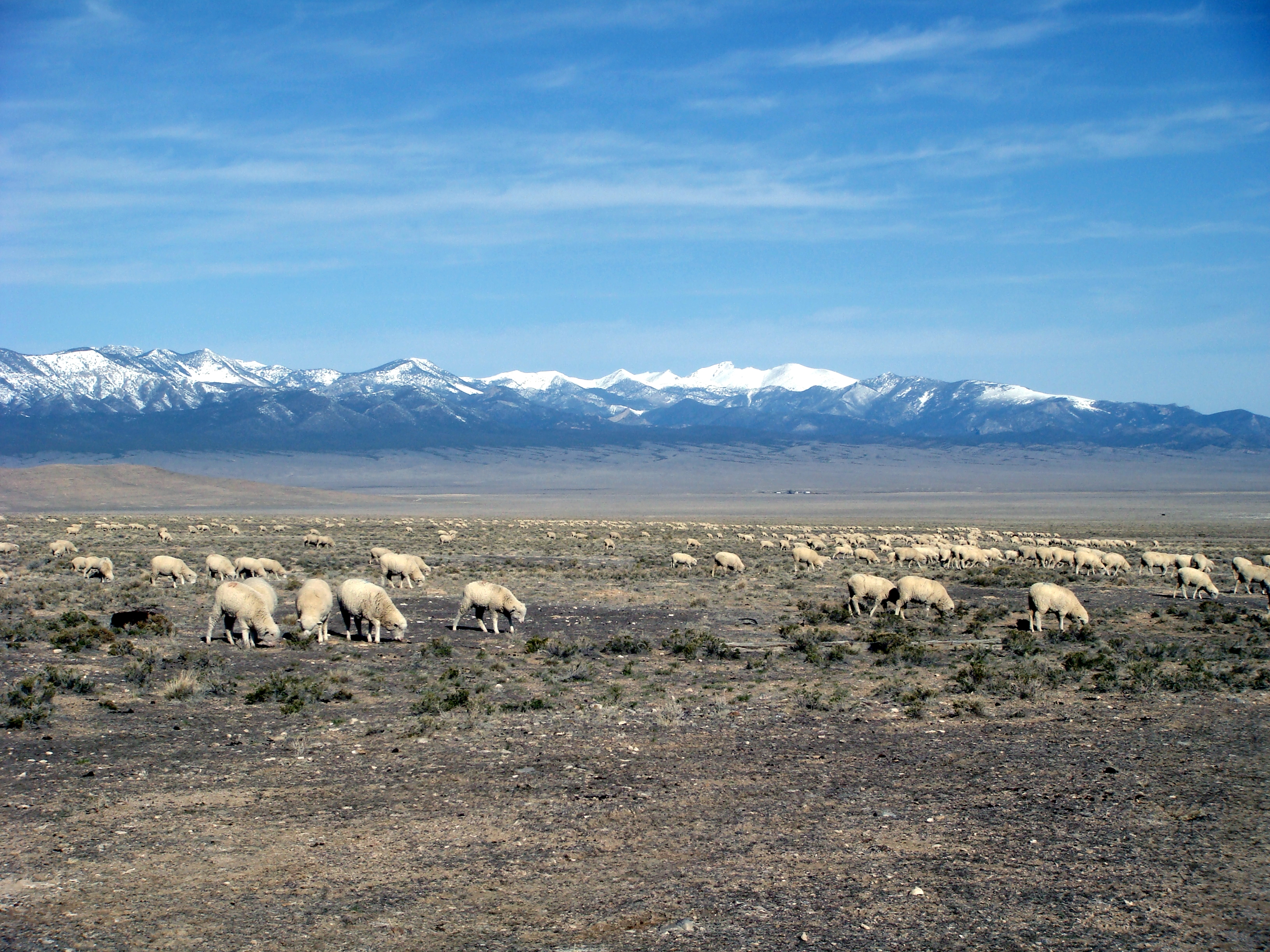
Sheep graze on public land in Snake Valley, Utah.

Cừu là động vật ăn chủ yếu là cỏ, không giống như dê và hươu thích các tán lá cao hơn. Với mặt hẹp hơn nhiều, các loại cây cho cừu ăn rất gần mặt đất và chúng có thể với tới để ăn nhanh hơn gia súc khác. Vì lý do đó, nhiều mục đồng sử dụng cách nuôi chăn thả luân phiên để có thời gian hồi phục. Nghịch lý là cừu có cả hai yếu tố là nguyên nhân và là giải pháp phát tán các thực vật xâm lấn. Do làm xáo động trạng thái của bãi cỏ, cừu và các loài gia súc khác có thể mở đường cho các loài thực vật xâm lấn.
Tuy nhiên, cừu cũng ăn các loài xâm lấn này như cheatgrass, leafy spurge, kudzu và spotted knapweed qua các loài bản địa như cây ngải đắng, làm cho chăn thả cừu hiệu quá đối với việc bảo tồn đồng cỏ. Nghiên cứu được tiến hành ở quận Imperial, California so sánh cỏ cừu với thuốc diệt cỏ nhằm khống chế cỏ linh lăng. 3 thử nghiệm đã chứng minh rằng chăn thả cừu hiệu quả như thuốc diệt cỏ trong việc khống chế cỏ dại vào mùa đông. Các nhà côn trùng học cũng so sánh cừu chăn thả với thuốc trừ sâu đối với việc kiểm soát côn trùng trong mùa đông đối với cỏ linh lăng. Trong thử nghiệm này, cừu làm công tác kiểm soát côn trùng hiệu quả như thuốc trừ sâu.

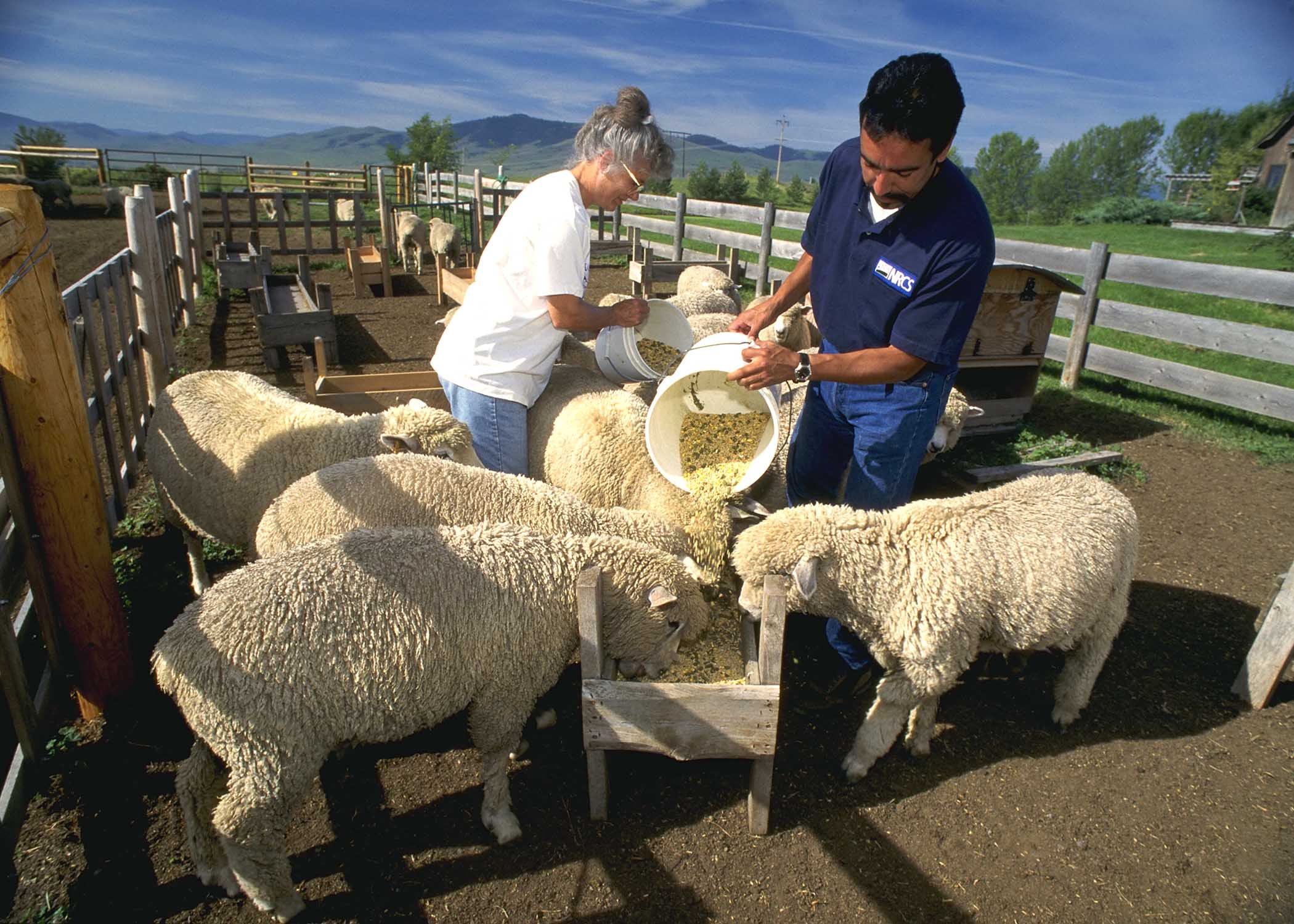
Thức ăn khô cho cừu

Khác với thức ăn gia súc, thức ăn chính của cừu trong mùa đông là cỏ khô. Khả năng phát triển tốt của chúng thường trên các đồng cỏ tùy theo giống, như tất cả cừu có thể tồn tại theo chế độ ăn này. Trong một số khẩu phần ăn của cừu cũng bao gồm các khoáng chất, hoặc trộn với lượng ít hoặc salt lick.
Nguồn nước uống là nhu cầu cơ bản của cừu. Lượng nước cần cho cừu biến động theo mùa và loại và chất lượng thực phẩm mà chúng tiêu thụ. Khi cừu ăn nhiều trong các tháng đầu tiên và có mưa (kể cả sương, khi cừu ăn vào sáng sớm), cừu cần ít nước hơn. Khi cừu ăn nhiều cỏ khô thì chúng cần nhiều nước. Cừu cũng cần uống nước sạch, và có thể không uống nếu nước có tảo hoặc chất cặn.
Cừu là một trong số ít động vật được nuôi để lấy thịt ngày nay nhưng chưa bao giờ được chăn nuôi phổ biến để lấy thịt. Mặc dù có một phong trào phát triển các thức chăn nuôi thay thế, một tỷ lệ lớn bò, heo và gia cầm vẫn được sản xuất trong các điều kiện như thế. Ngược lại, chỉ có một số cừu thường xuyên cho ăn ngũ cốc nồng độ cao, ít giữ trong trại. Đặc biệt ở các quốc gia công nghiệp hóa, các nhà sản xuất cừu có thể vỗ béo cừu trước khi giết mổ. Nhiều nhà nhân giống cừu cho cừu cái ăn với một tỷ lệ lớn ngũ cốc nhằm tăng sự thụ tinh. Cừu cái có thể được vỗ béo trong thời kỳ mang thai làm tăng trọng, 70% tăng trưởng của cừu xảy ra trong 5 đến 6 tuần cuối của thai kỳ.
Tuy nhiên, việc vỗ béo quá mức cừu cái trong kỳ đầu mang thai có thể làm hạn chế sự phát triển của thai nhau, hạn chế sự phát triển của thai ở những kỳ sau.] Ngược lại, chỉ khi cừu cái cho con bú hoặc cừu ốm yếu cần vỗ béo thì mới cho ăn ngũ cốc. Thức ăn cho cừu phải được tính theo công thức đặc biệt, như hầu hết gia súc, gia cầm, heo, và thậm chí là dê, thức ăn chứa nhiều đồng có thể gây chết cừu. Nguy hiểm tương tự đối với các khoáng chất bổ sung như salt lick..

## Tôn giáo, văn hóa
- Đếm cừu là hỗ trợ phổ biến trong giấc ngủ của phương Tây
- Cừu đen là thường được gọi những thành viên kỳ quặc không thể tranh cãi trong một nhóm của phương Tây
- Trong tôn giáo: 
  - Sọ cừu đực (tôn giáo Ai Cập cổ đại, tôn giáo Canaanite cổ đại, tôn giáo Phoenician cổ đại, Judaism, tôn giáo Hy Lạp cổ đại,...)
  - Người chăn cừu: Abraham, Isaac, Jacob, Moses, vua David, nhà tiên tri Hồi giáo Muhammad
  - Được dùng làm lễ vật hiến tế trong Do Thái giáo
  - Chúa Giêsu là vị mục tử nhân lành, chiên là một yếu tố trong biểu tượng Kitô giáo về sự ra đời của Chúa Giêsu
- Phim ảnh: Shaun the Sheep
- Văn học:
  - Thành ngữ: Sói đội lốt cừu-The Wolf in Sheep's Clothing (bắt nguồn từ bài giảng của Chúa Giêsu trong Tân Ước của KitÔ Giáo: Coi chừng các tiên tri giả, đến với bạn trong trang phục cừu, nhưng bên trong họ là những con sói hung dữ)
  - Tiểu thuyết: Animal Farm (Trại súc vật của George Orwell), A Wild Sheep Chase (Cuộc săn cừu hoang của Haruki Murakami)
- Thơ: The Lamb (Con cừu non của William Blake)
- Âm nhạc:
  - Vần điệu thiếu nhi: Little Bo-Peep, Baa, Baa Black Sheep, Mary Had a Little Lamb
  - Nhạc cổ điển: Sheep may safely graze (Johann Sebastian Bach)
  - Nhạc rock: Sheep (nhóm nhạc Pink Floyd)

## Hình ảnh

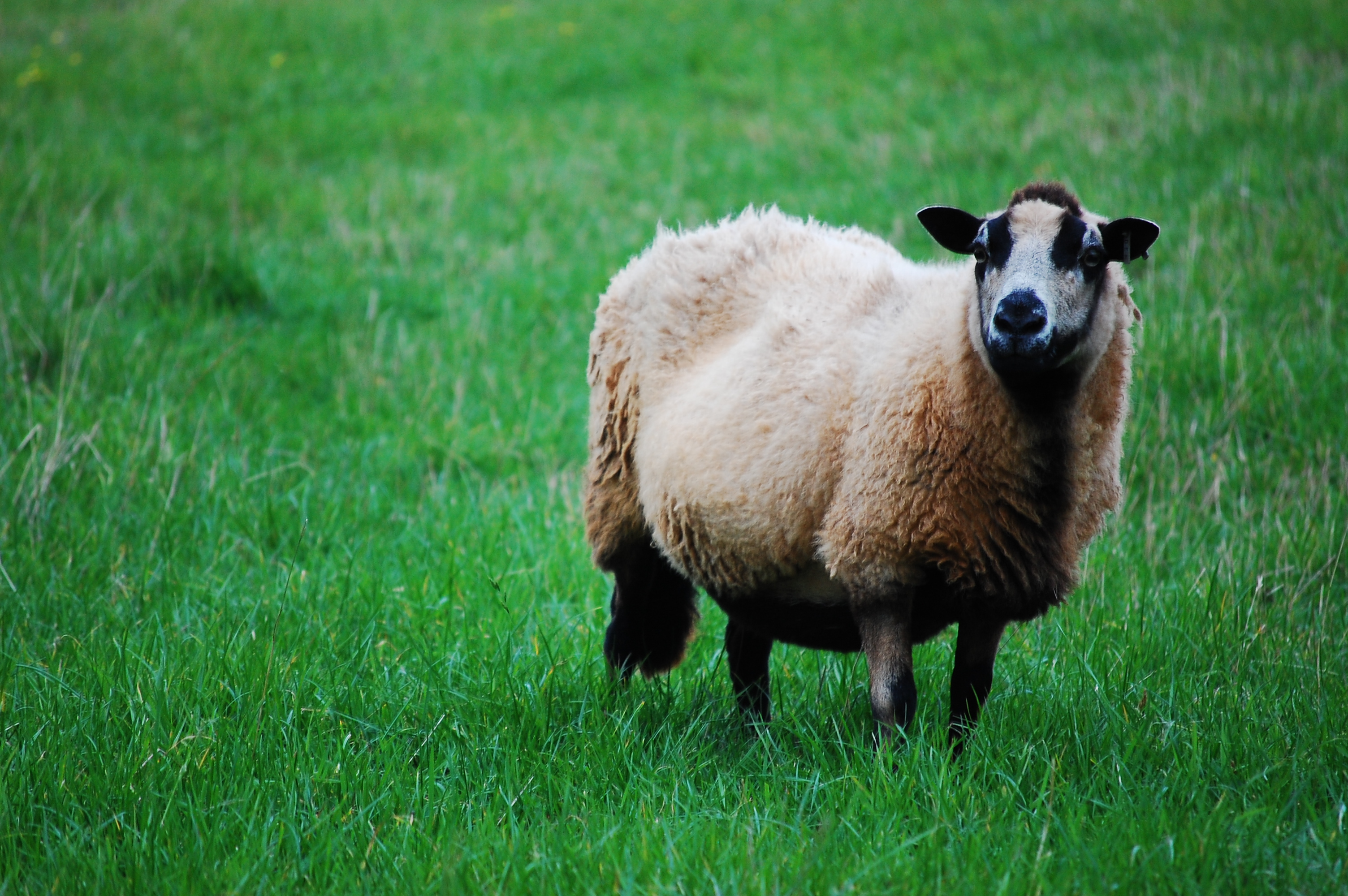
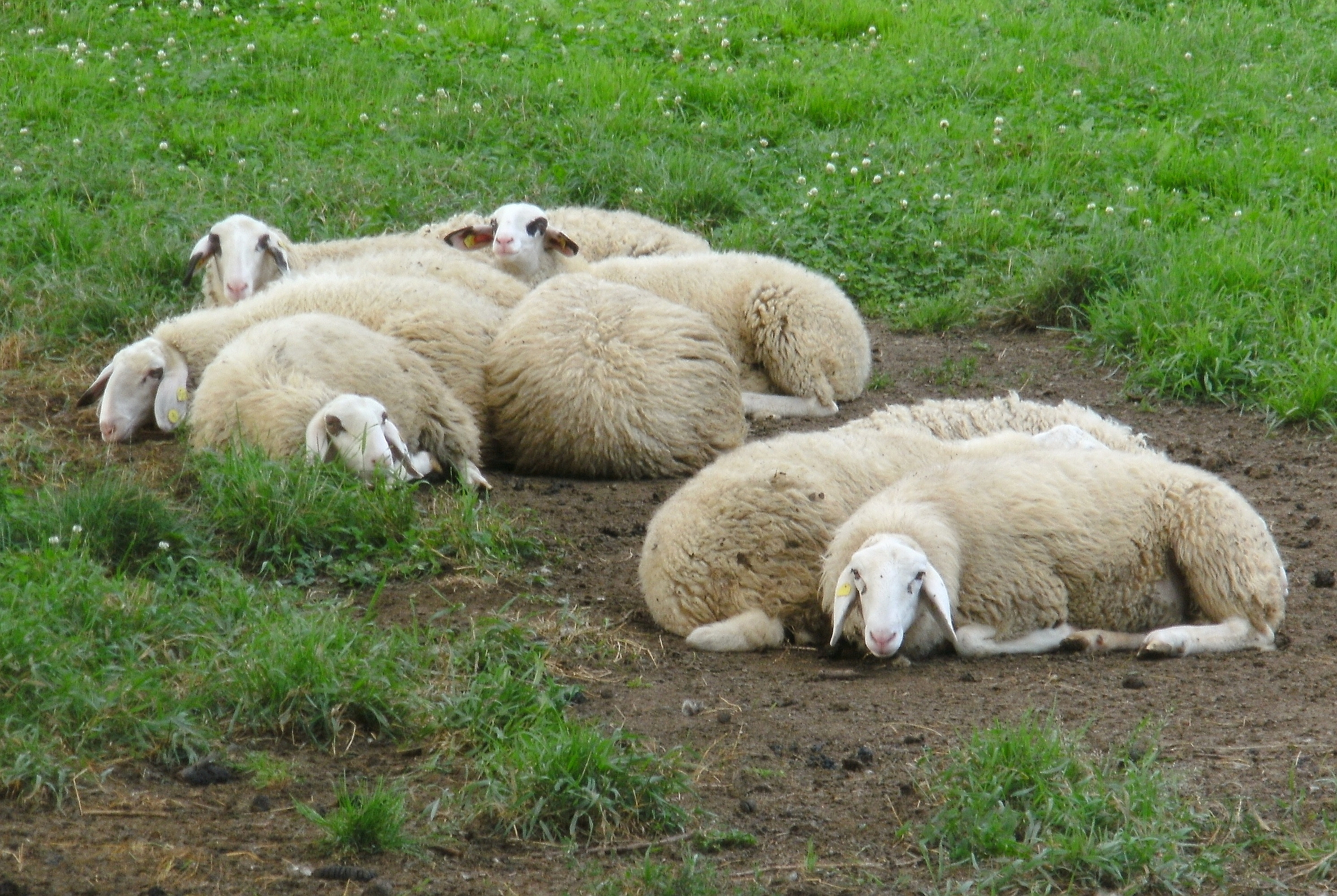
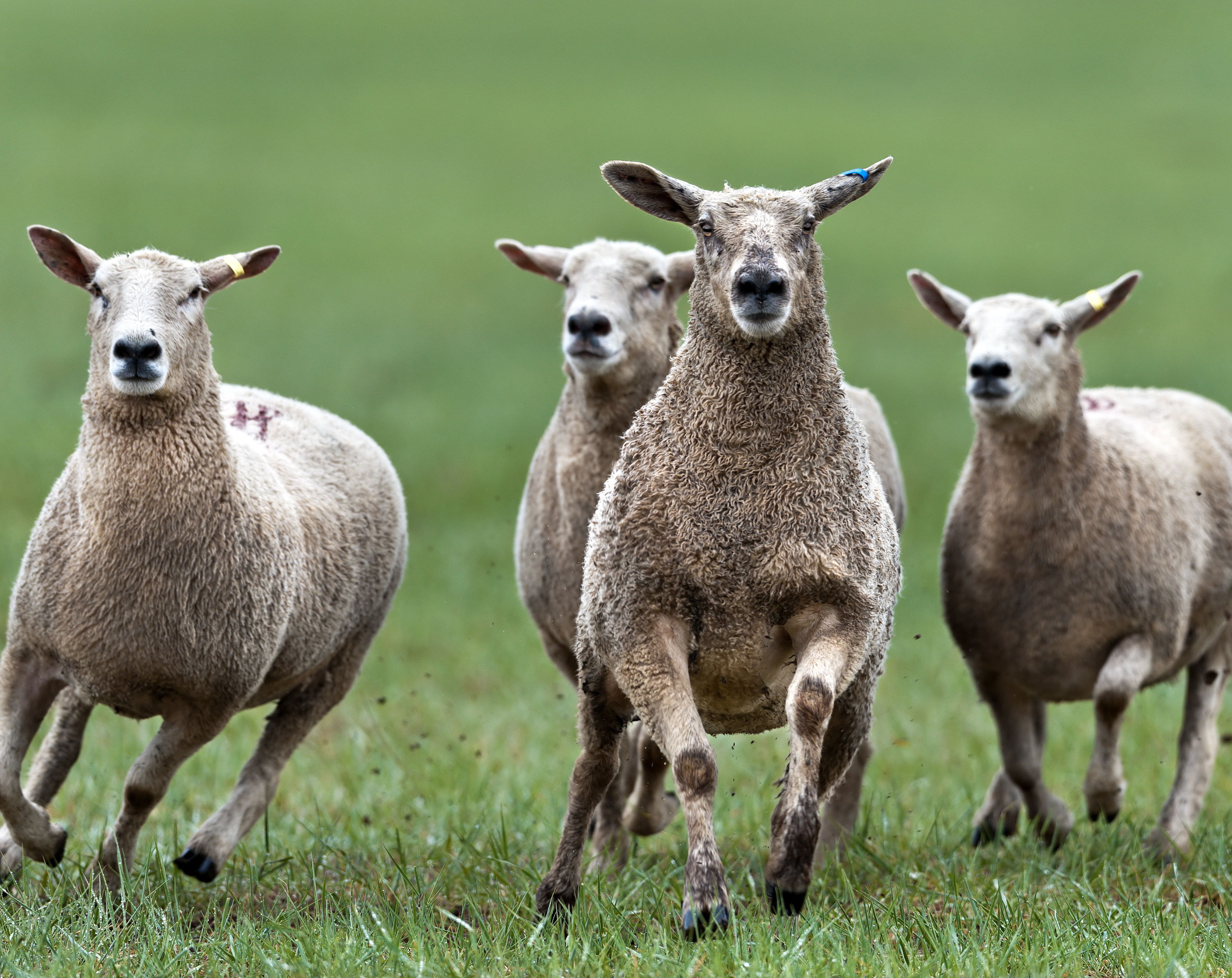
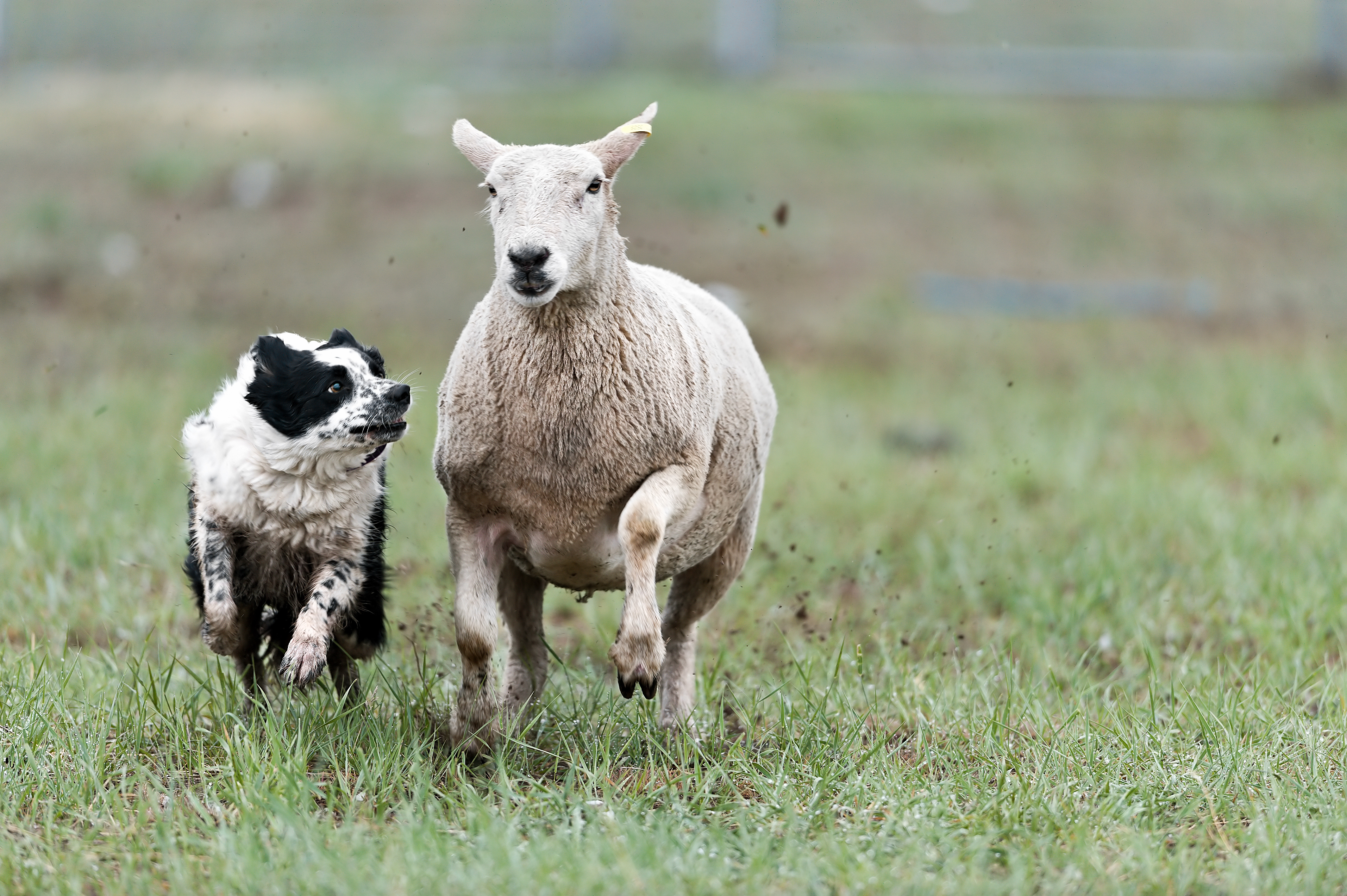
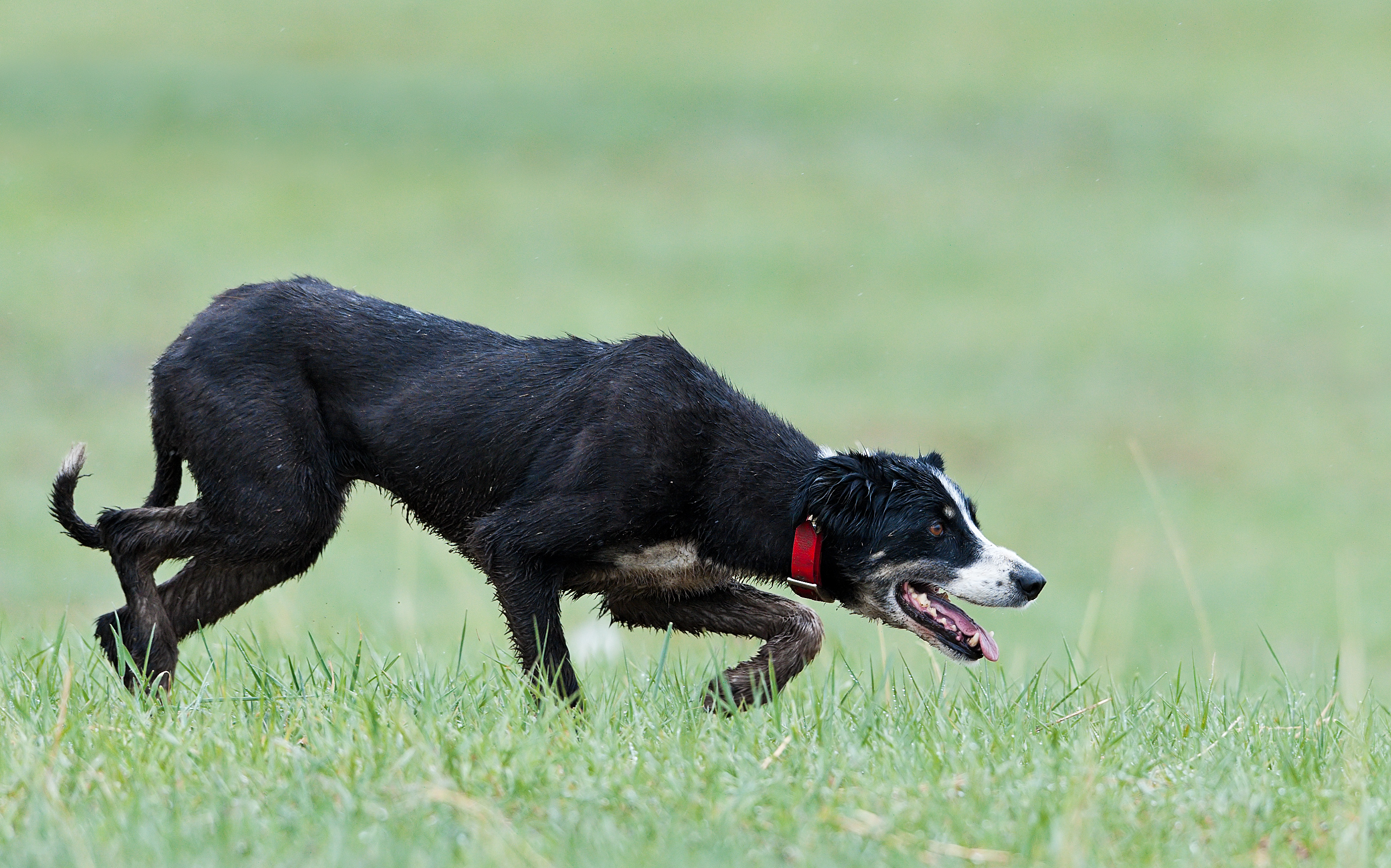
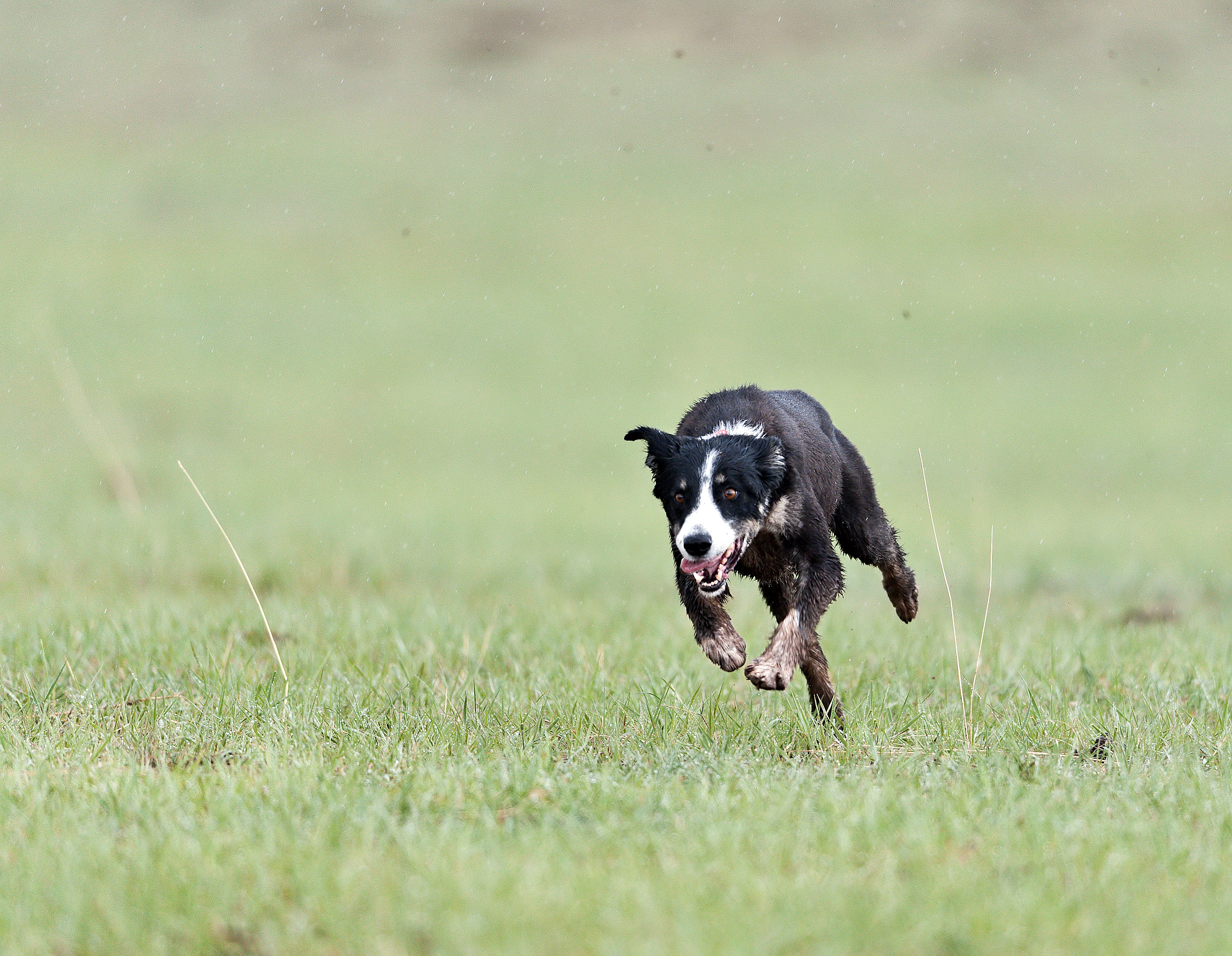
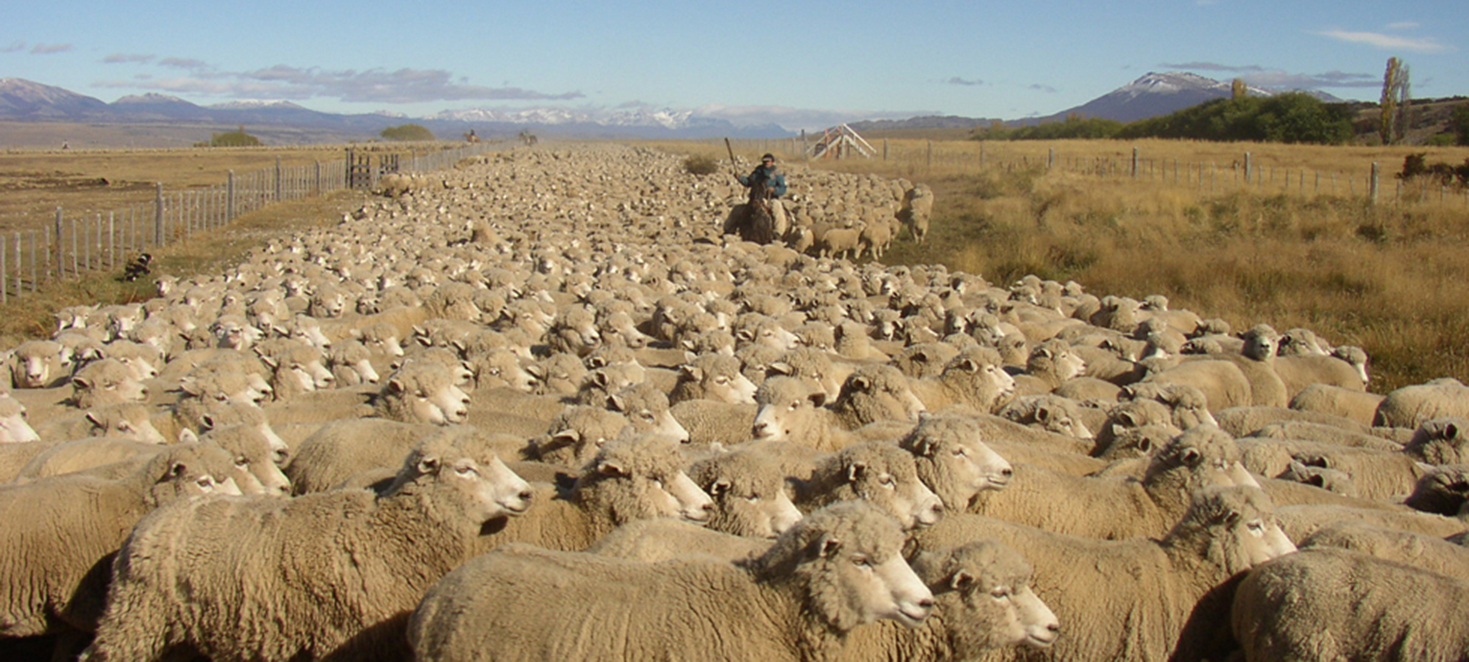
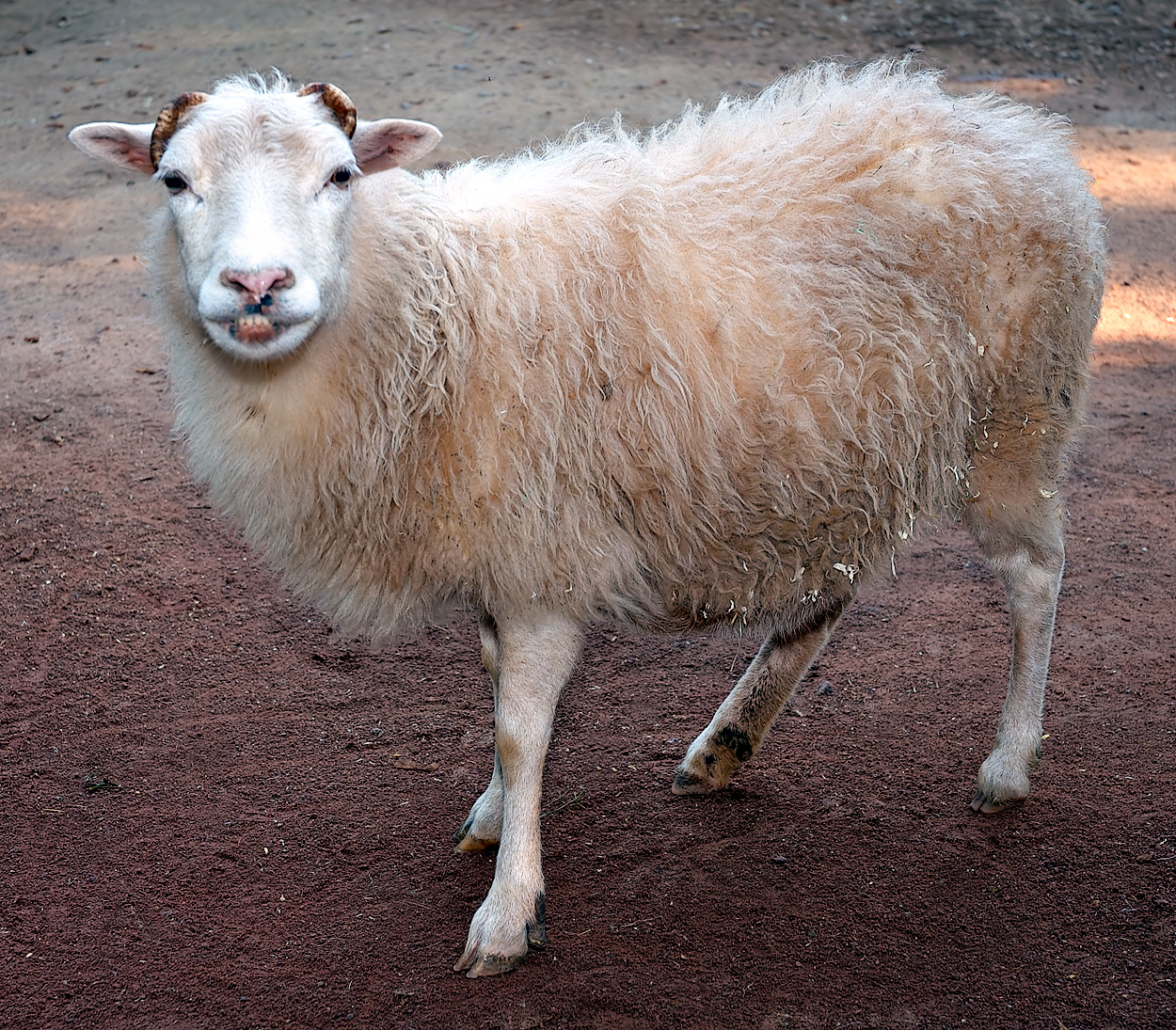
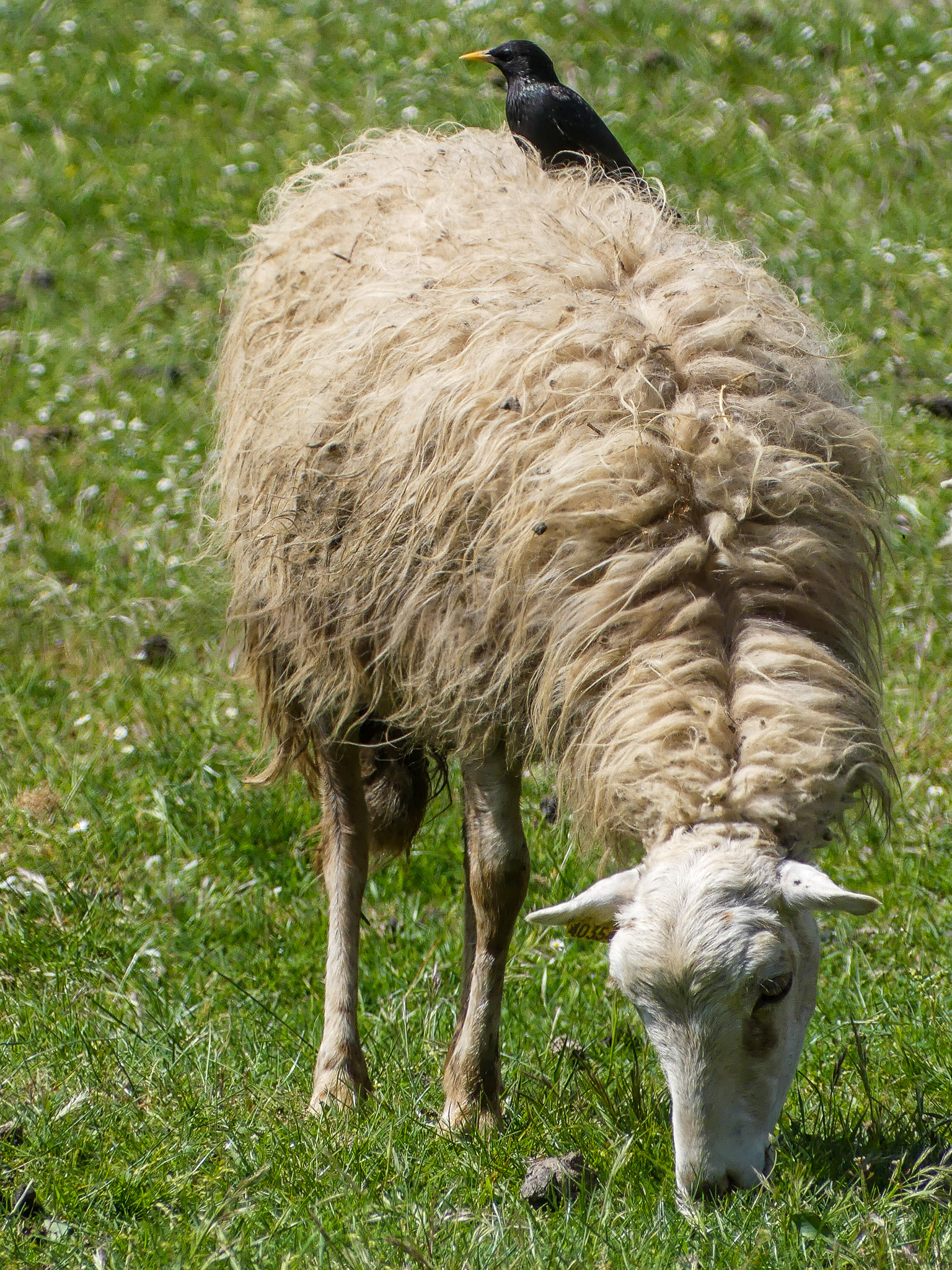
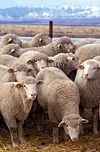
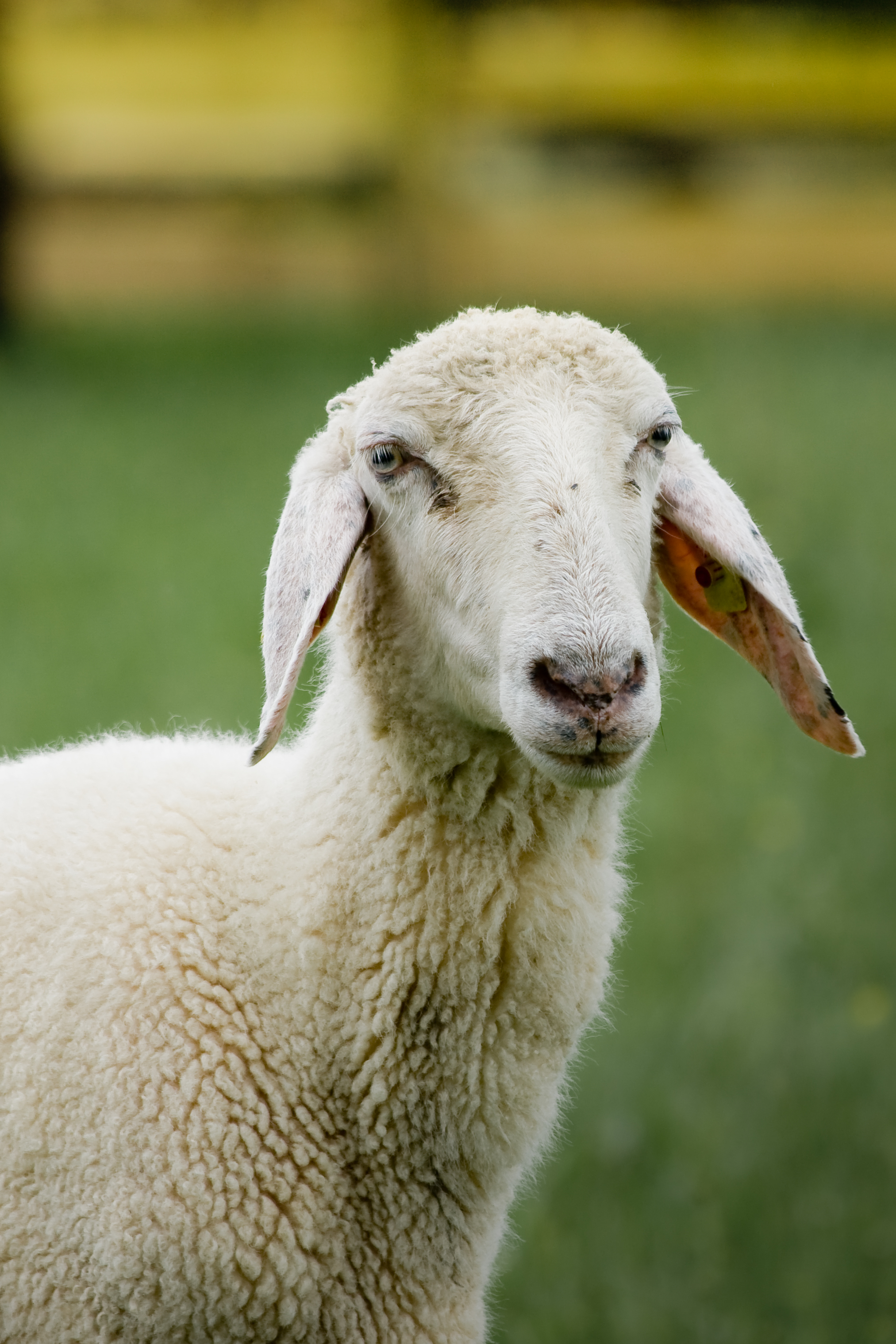
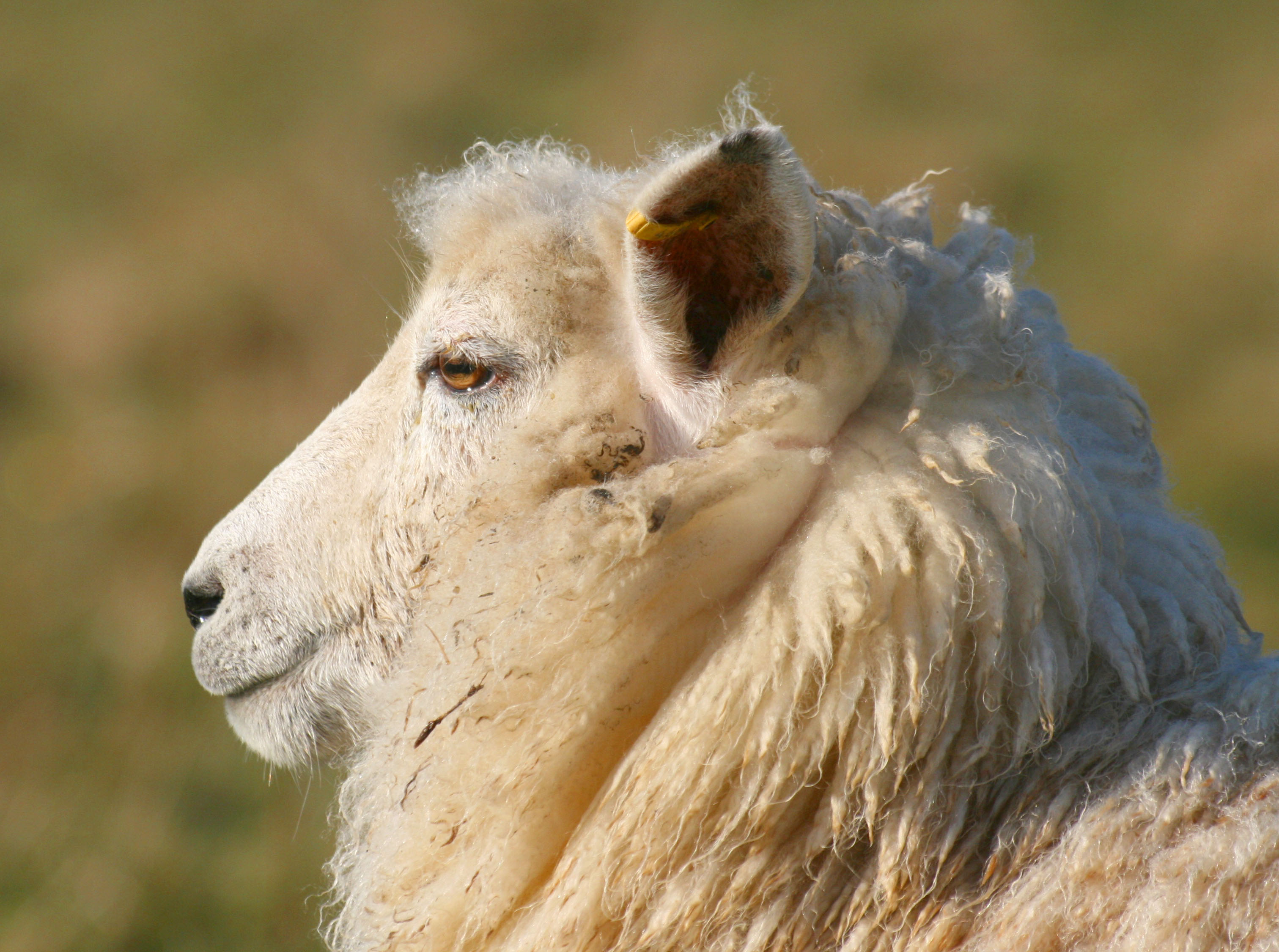
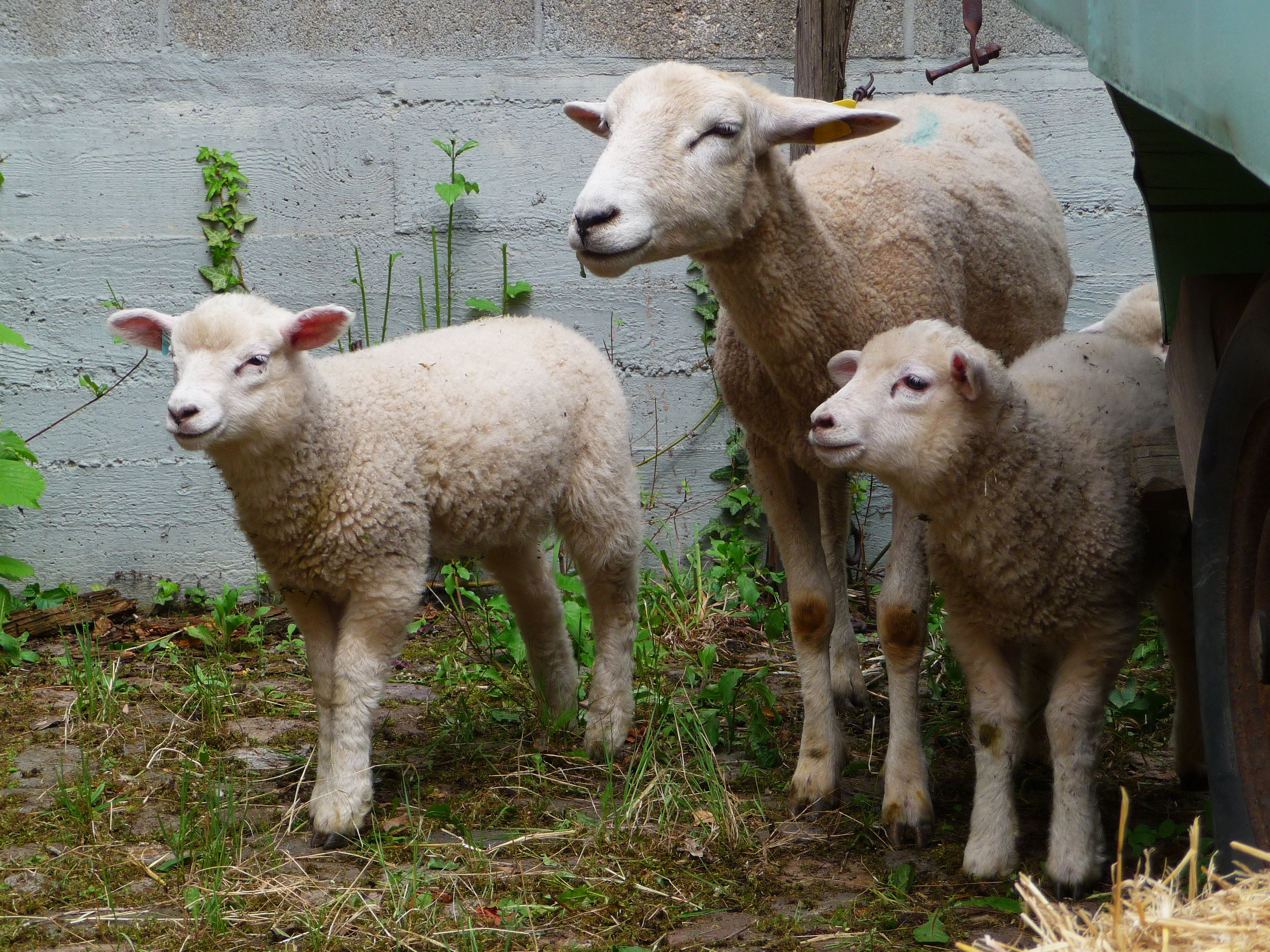
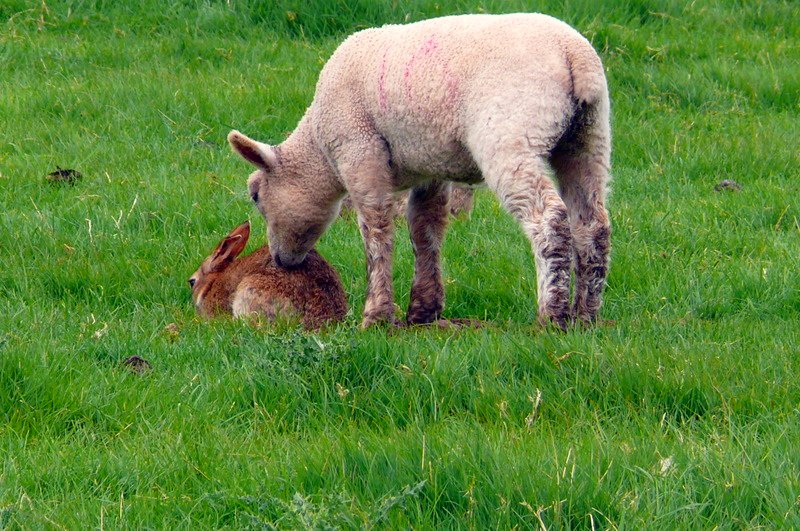
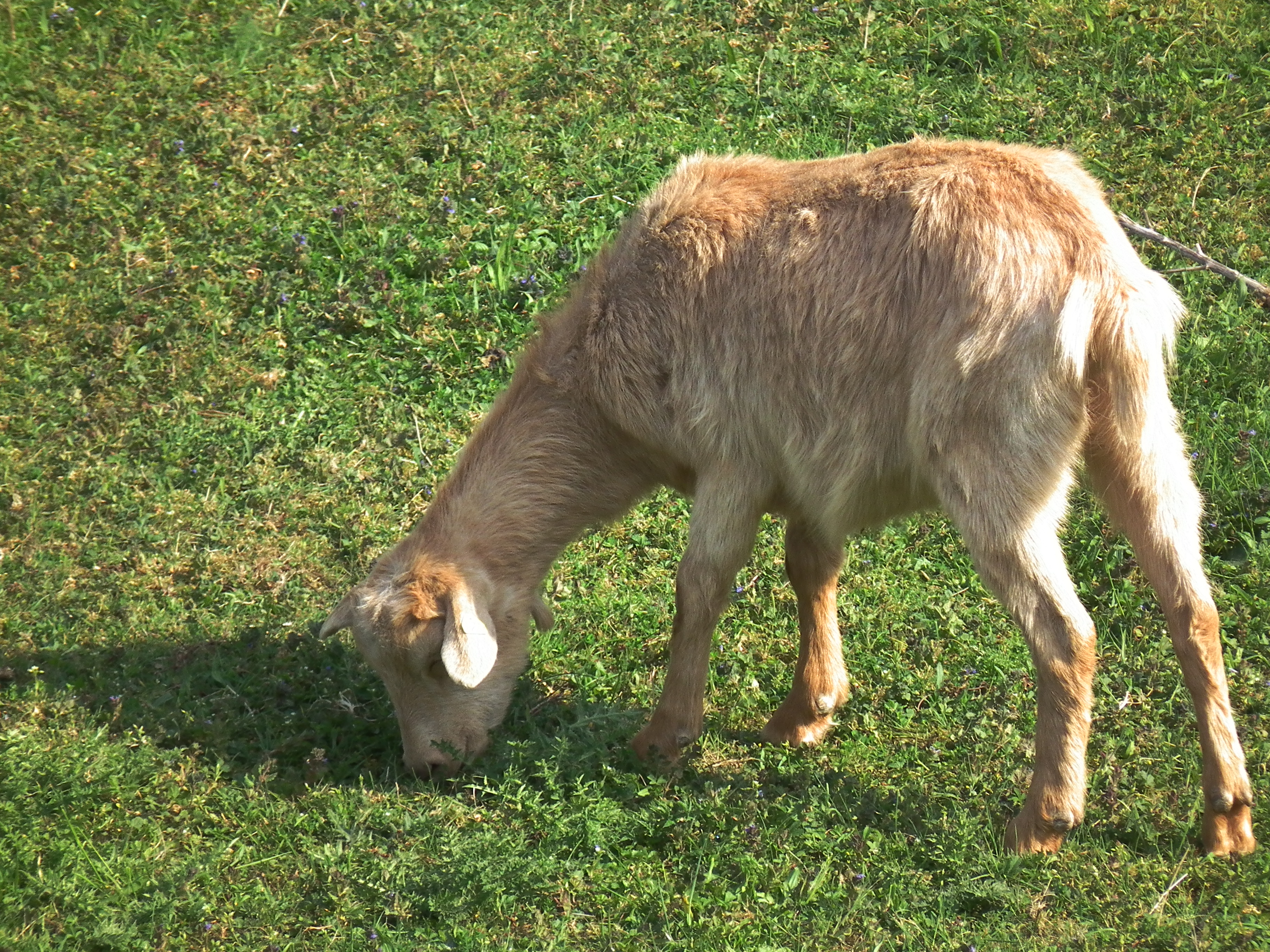
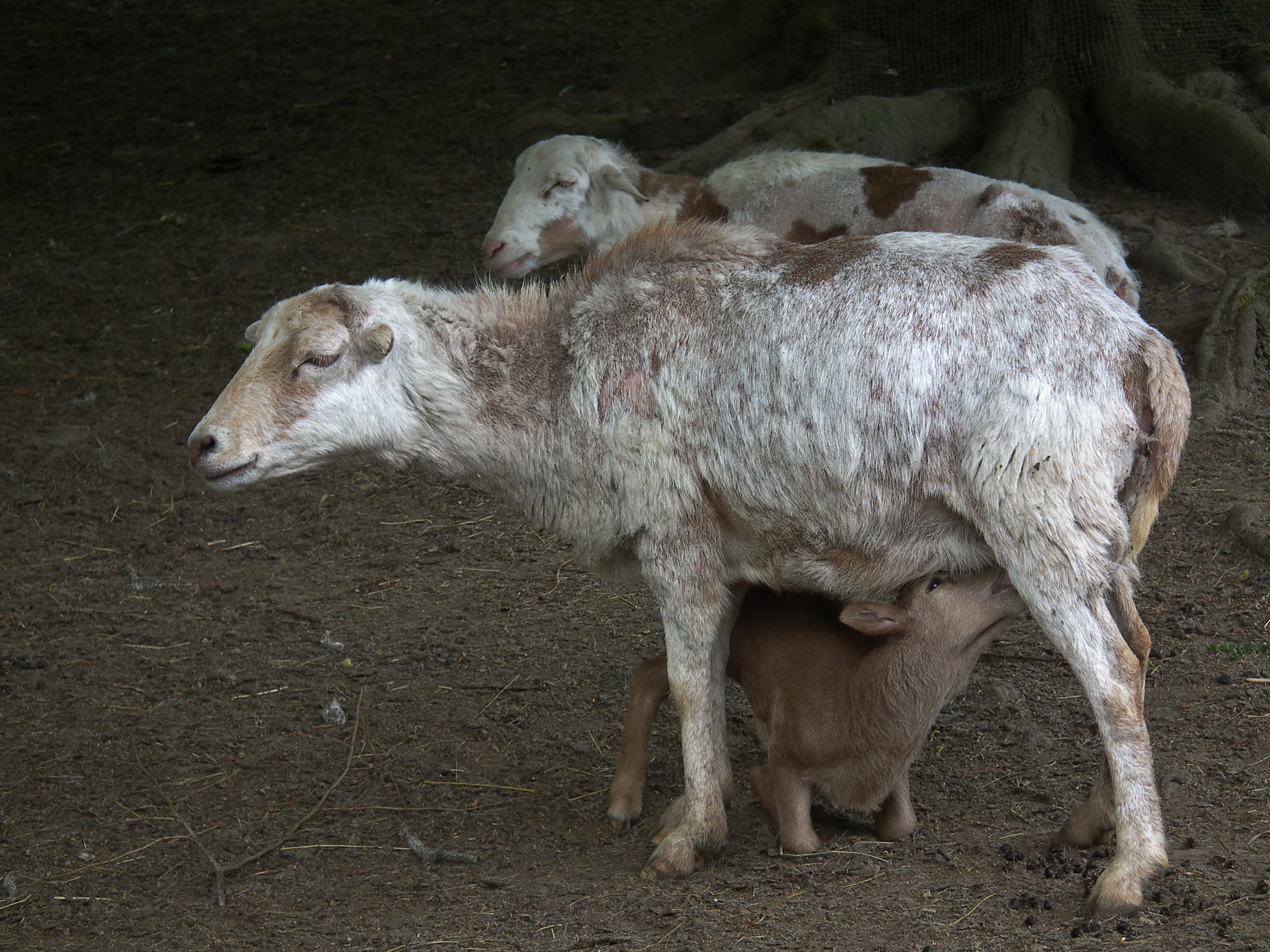
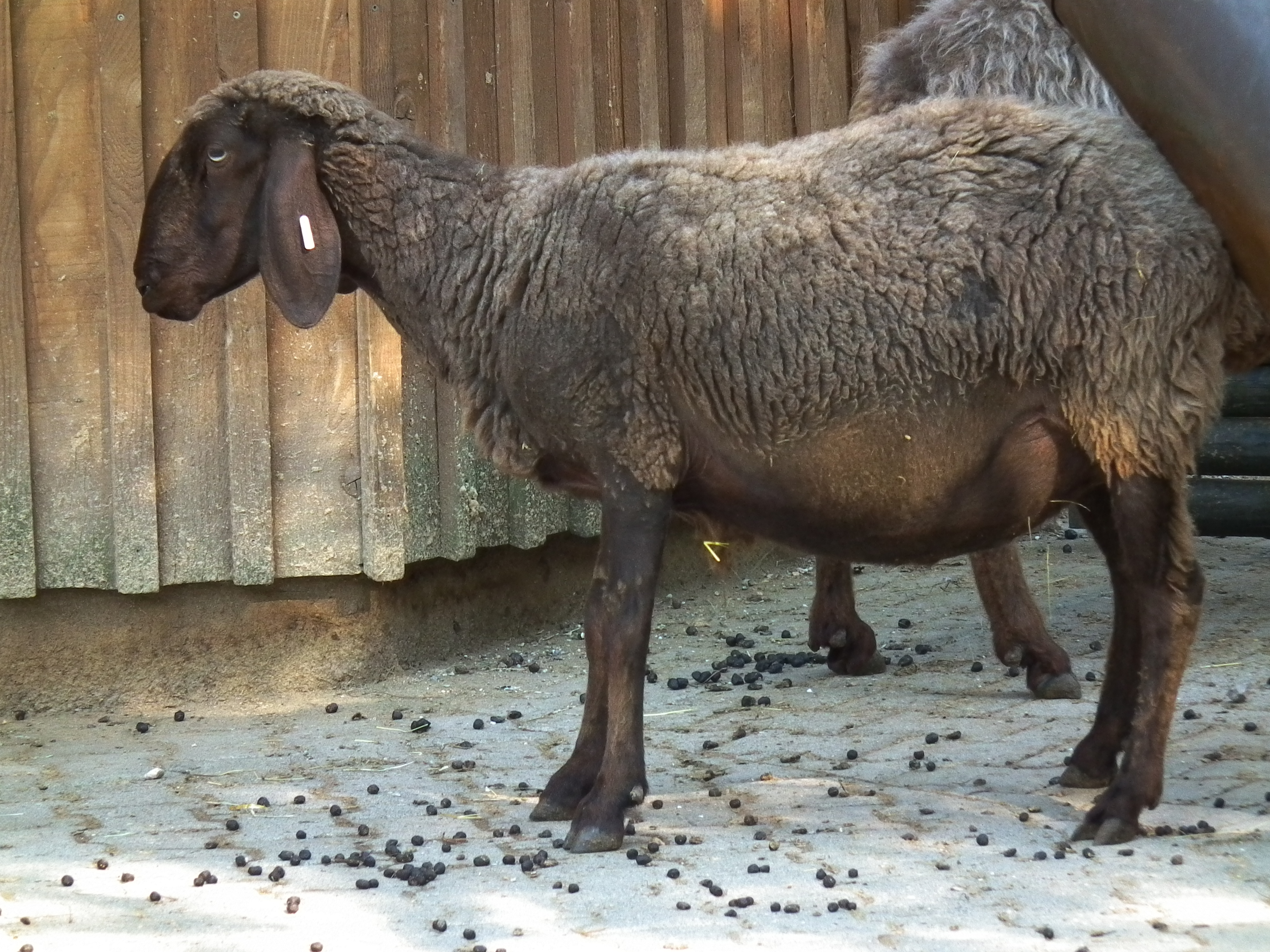
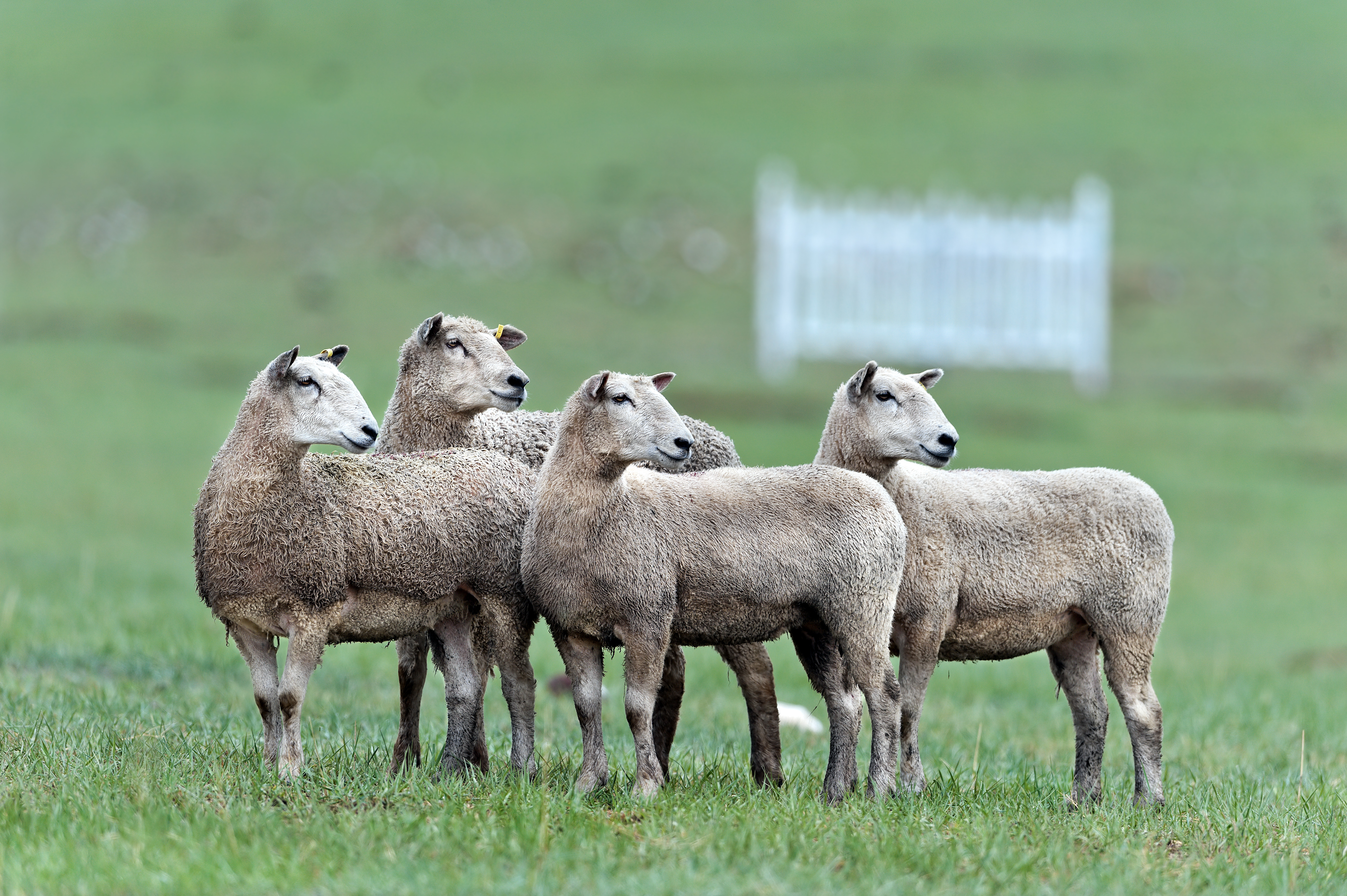
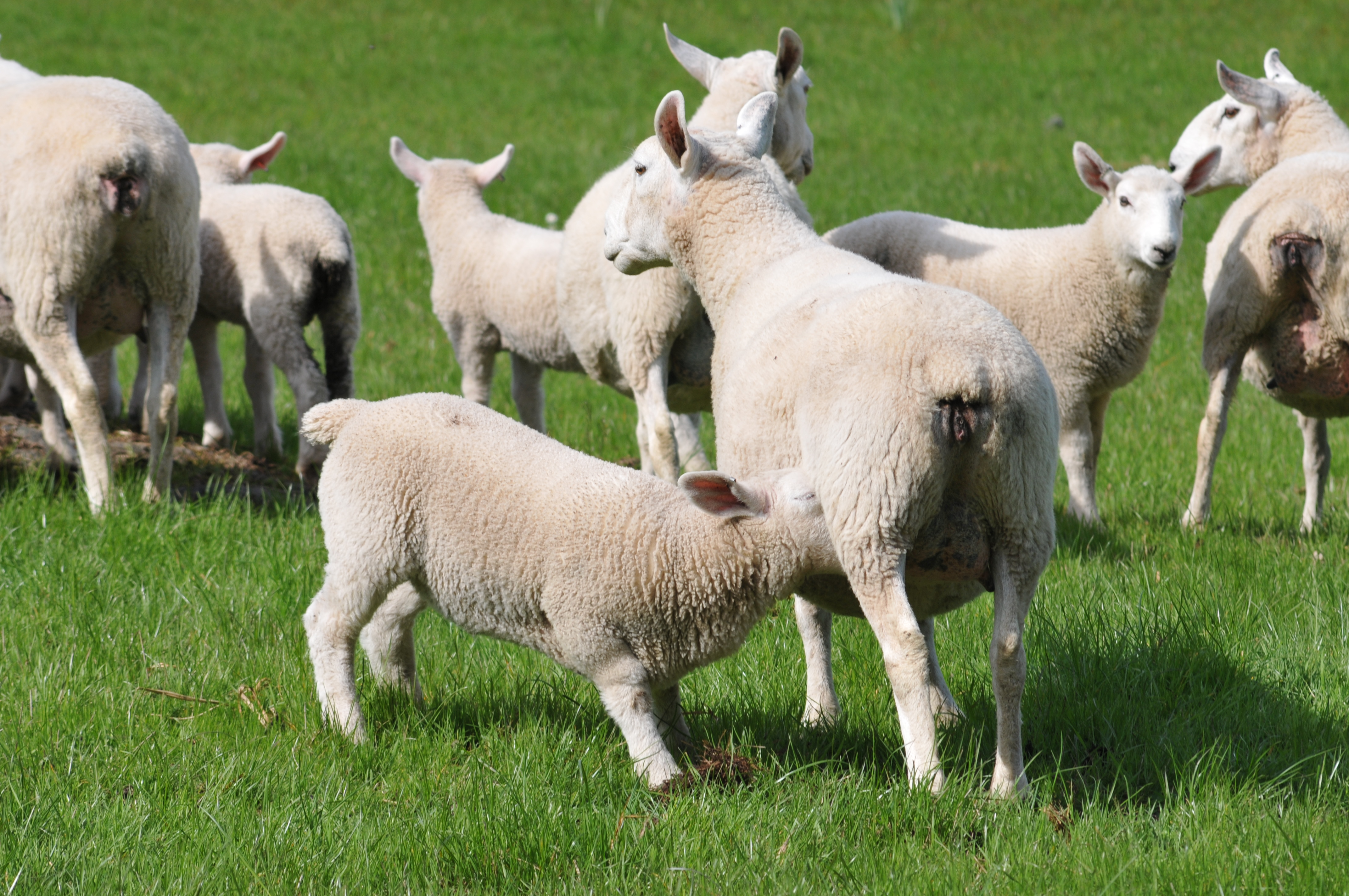
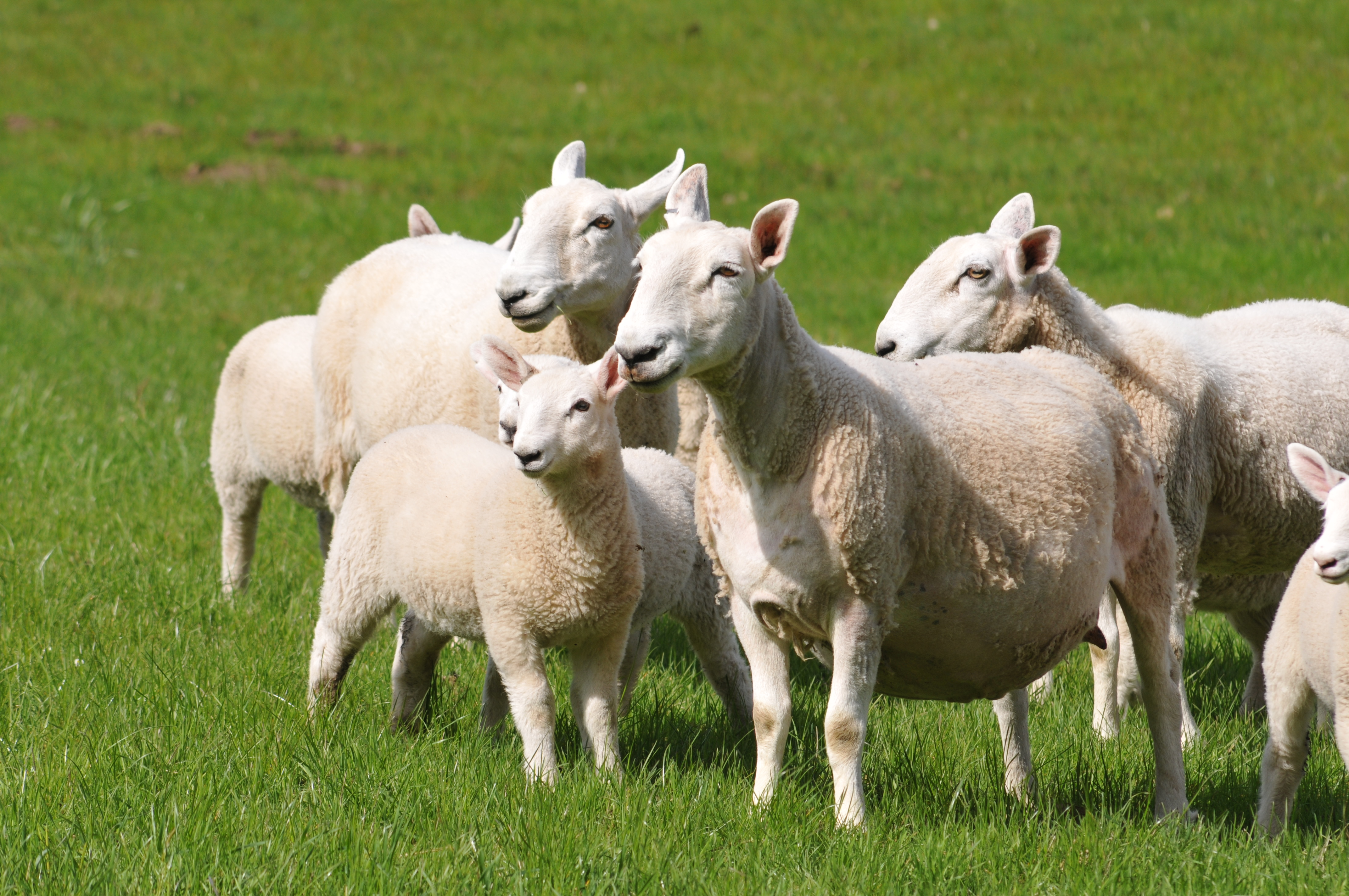
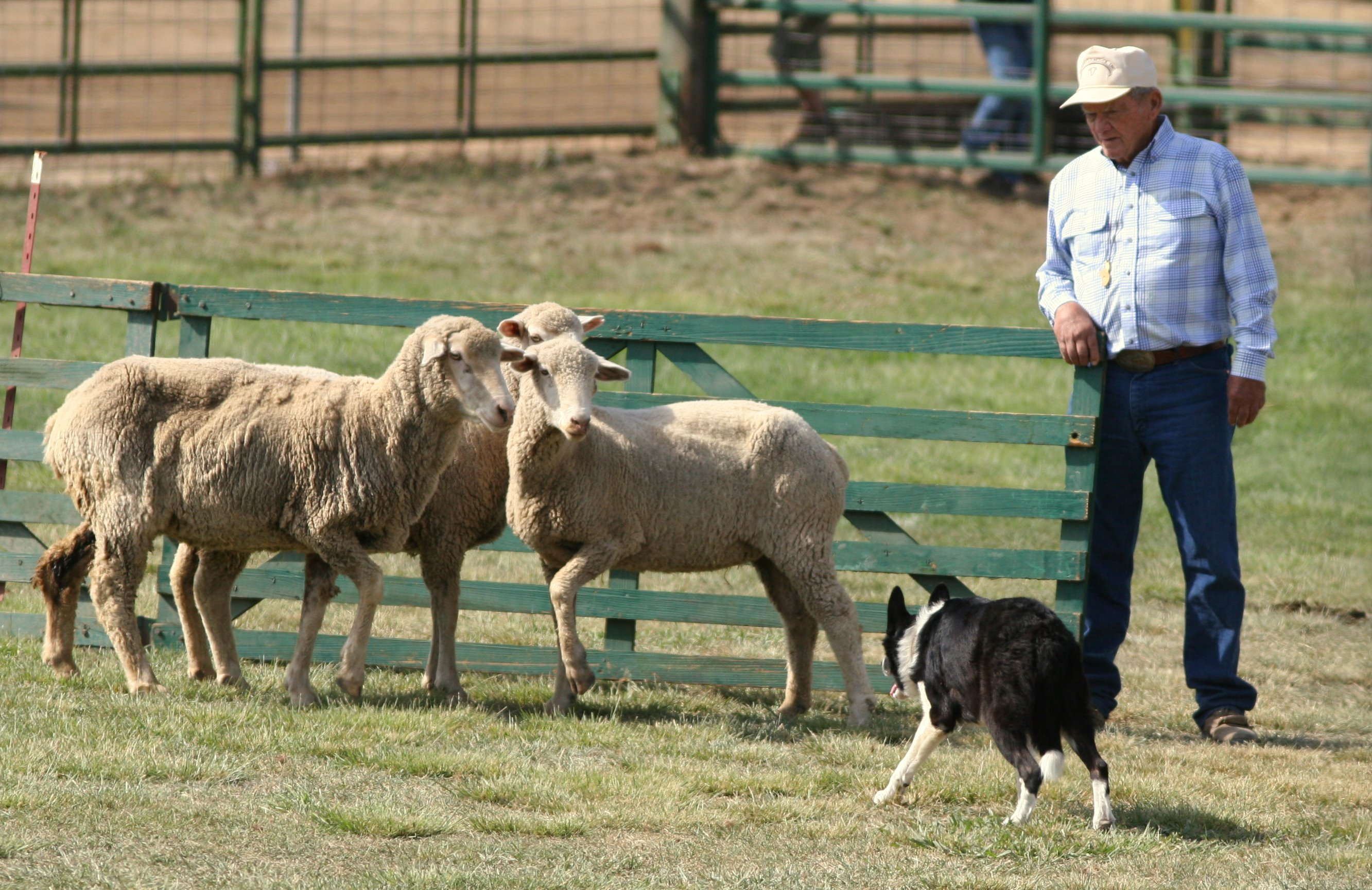
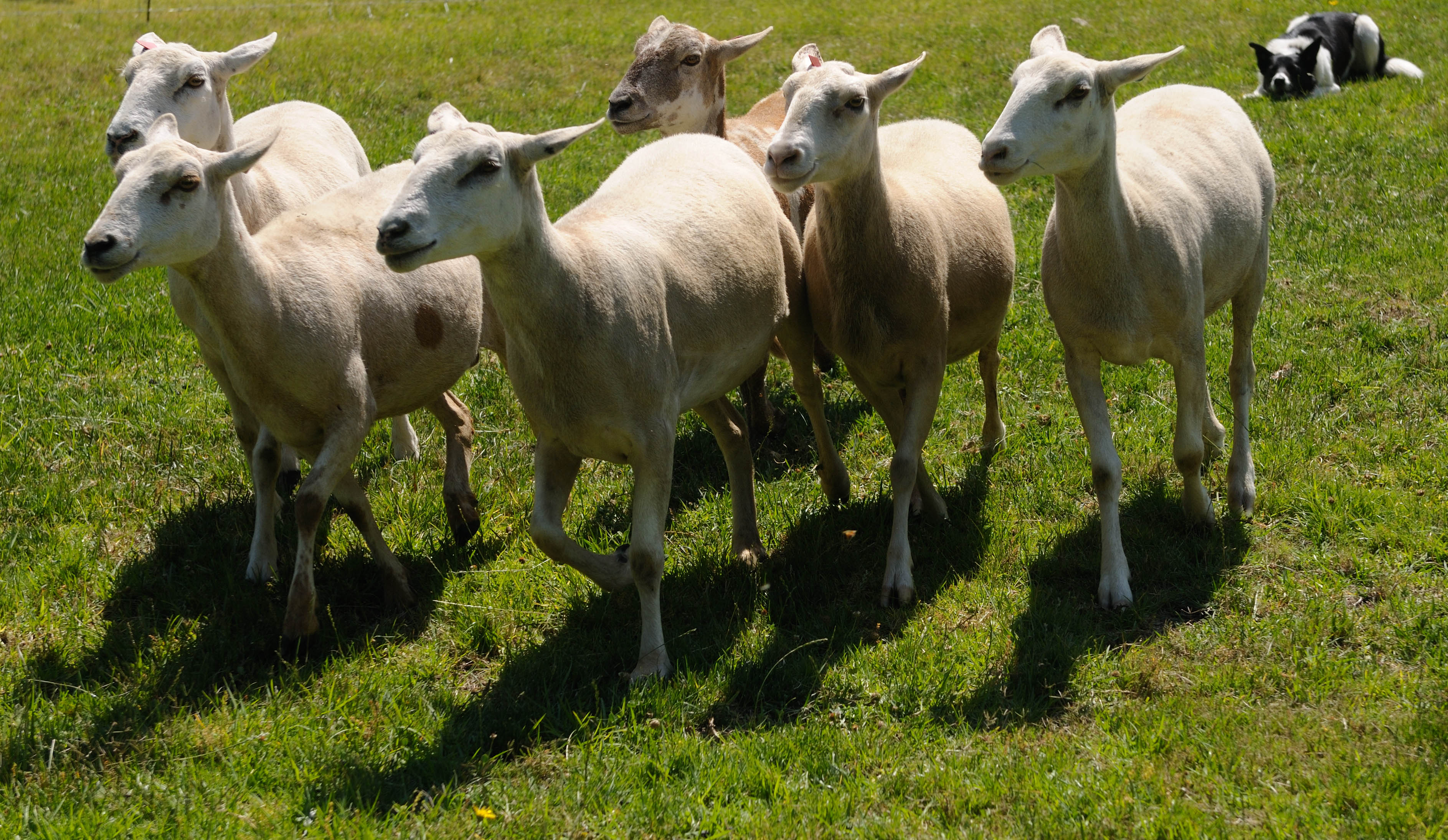
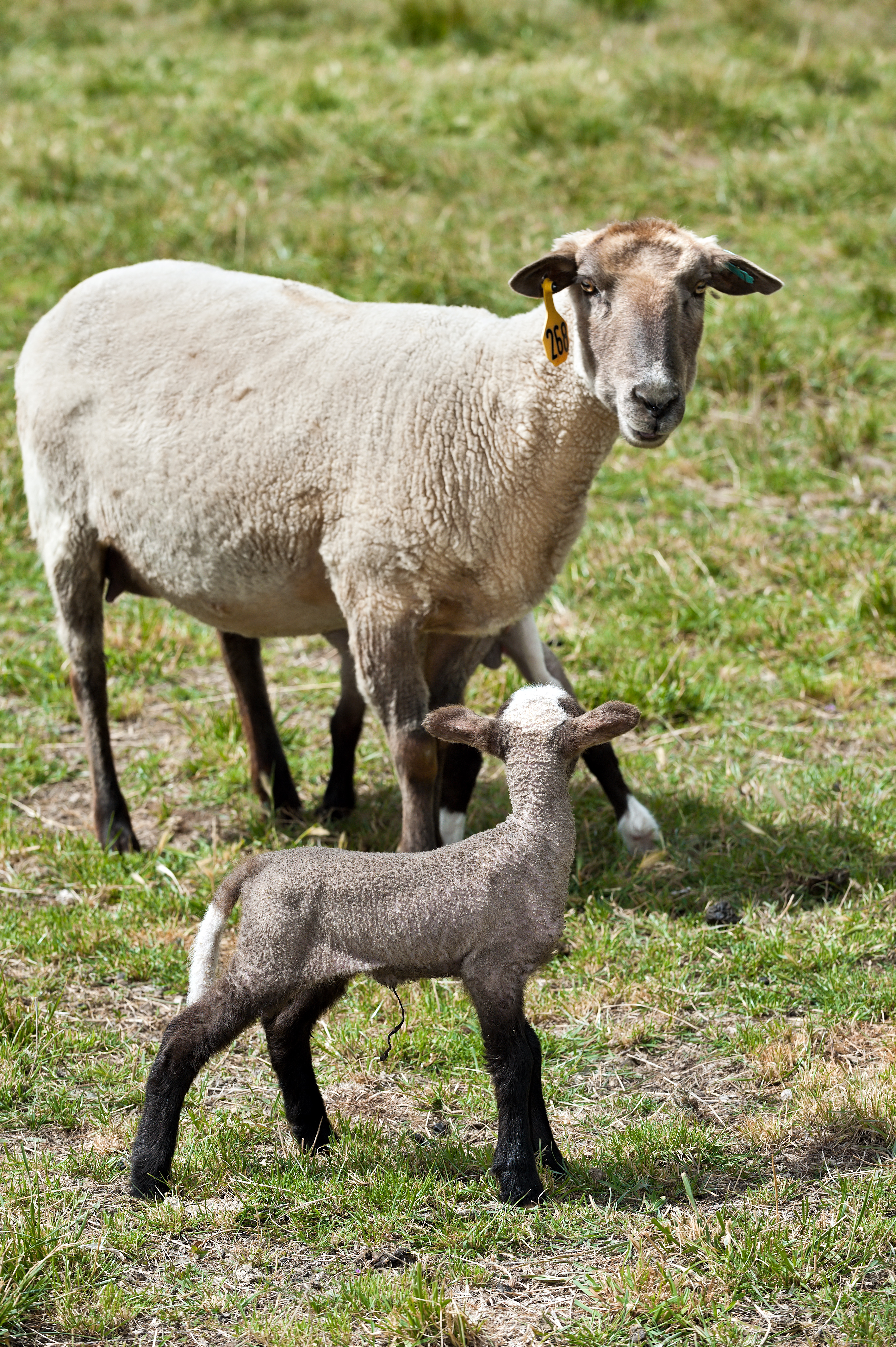
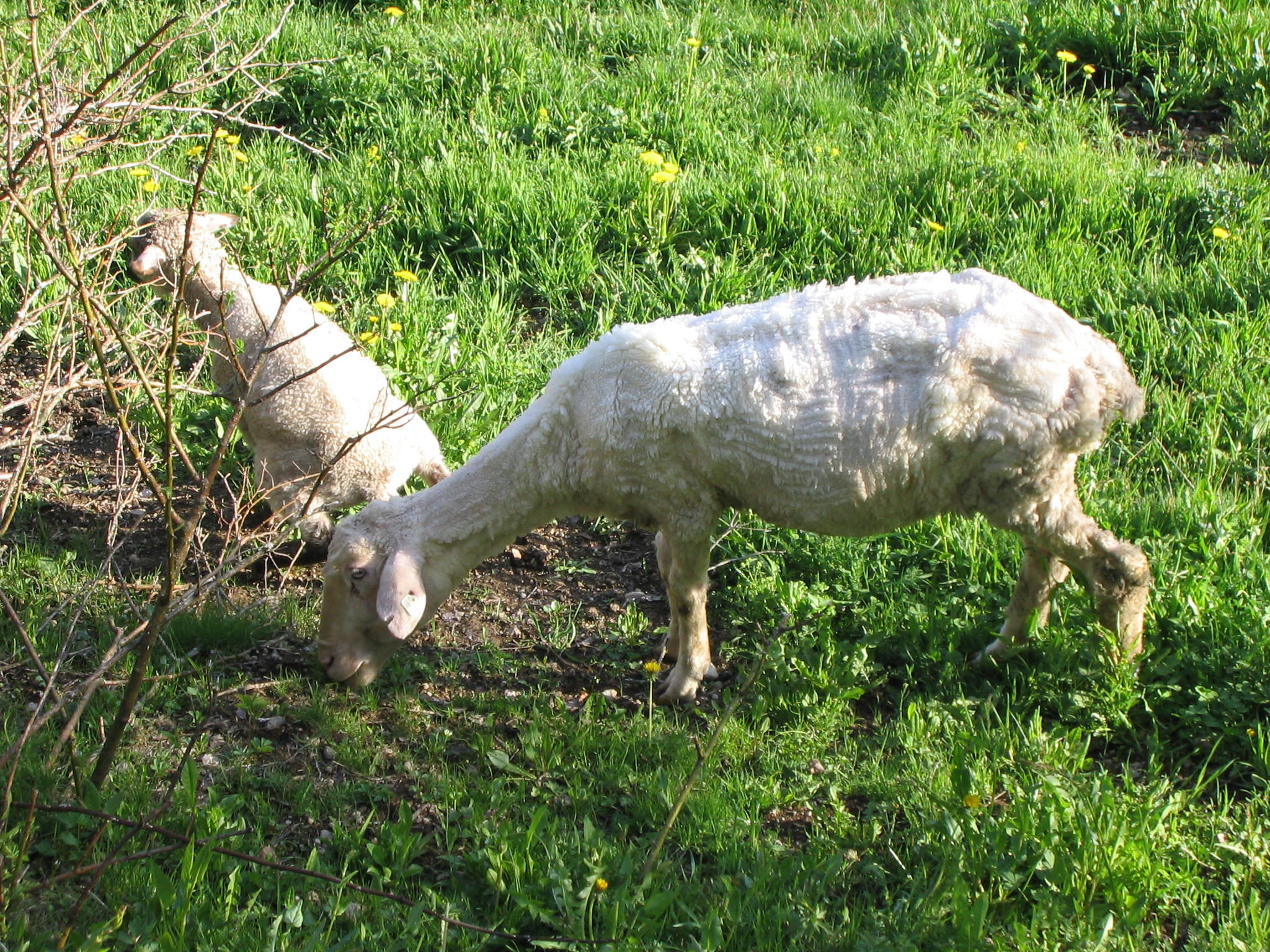
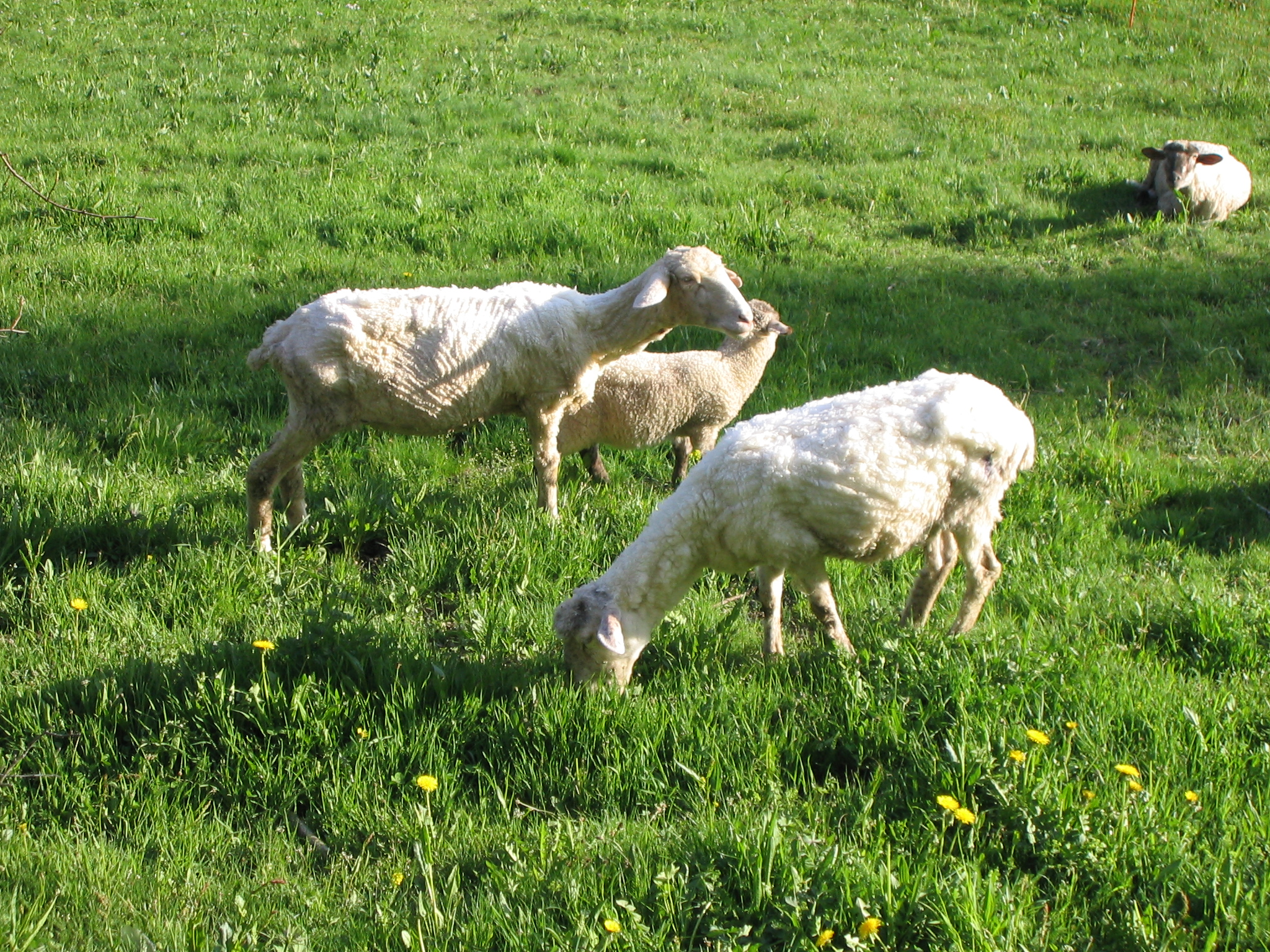
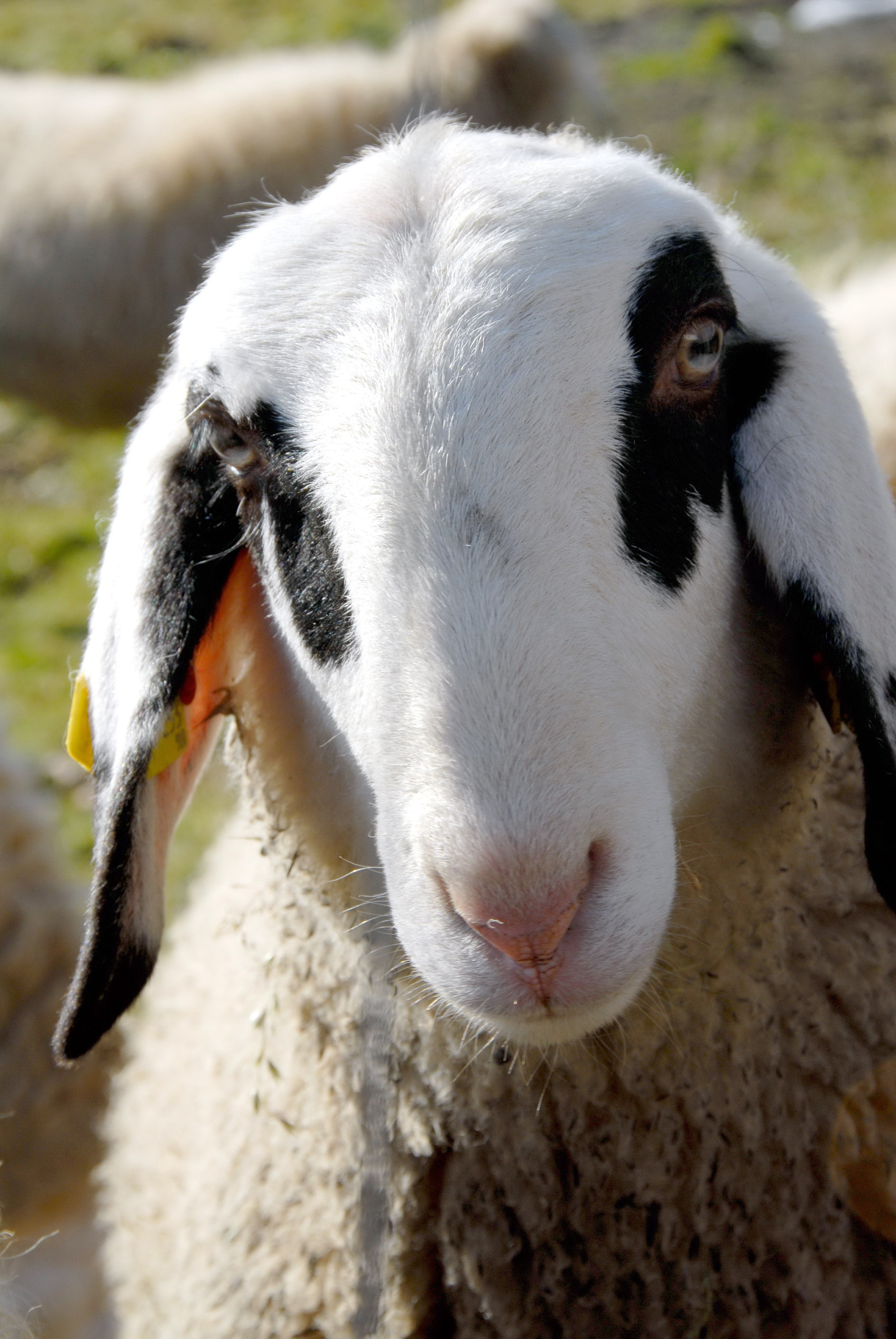
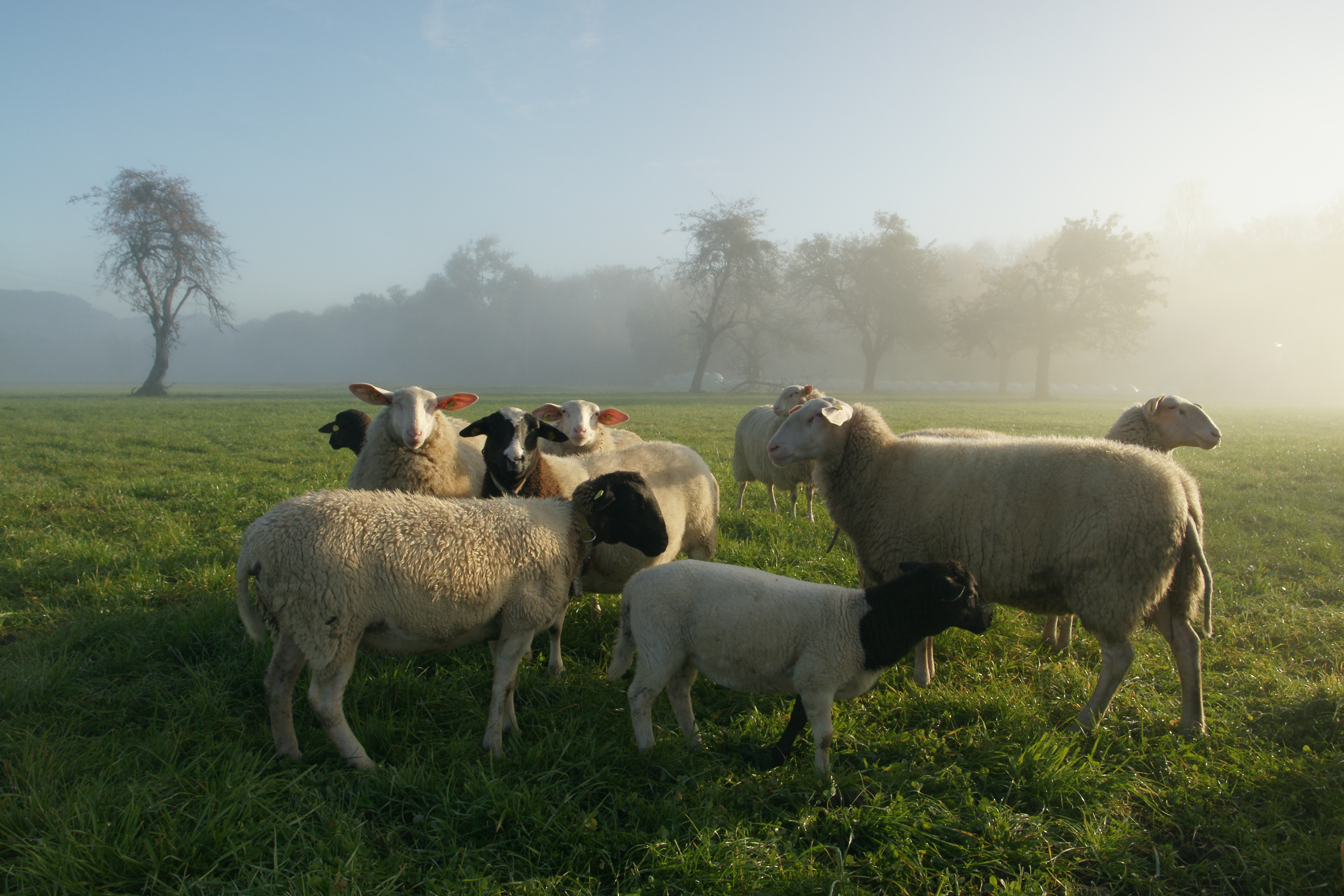
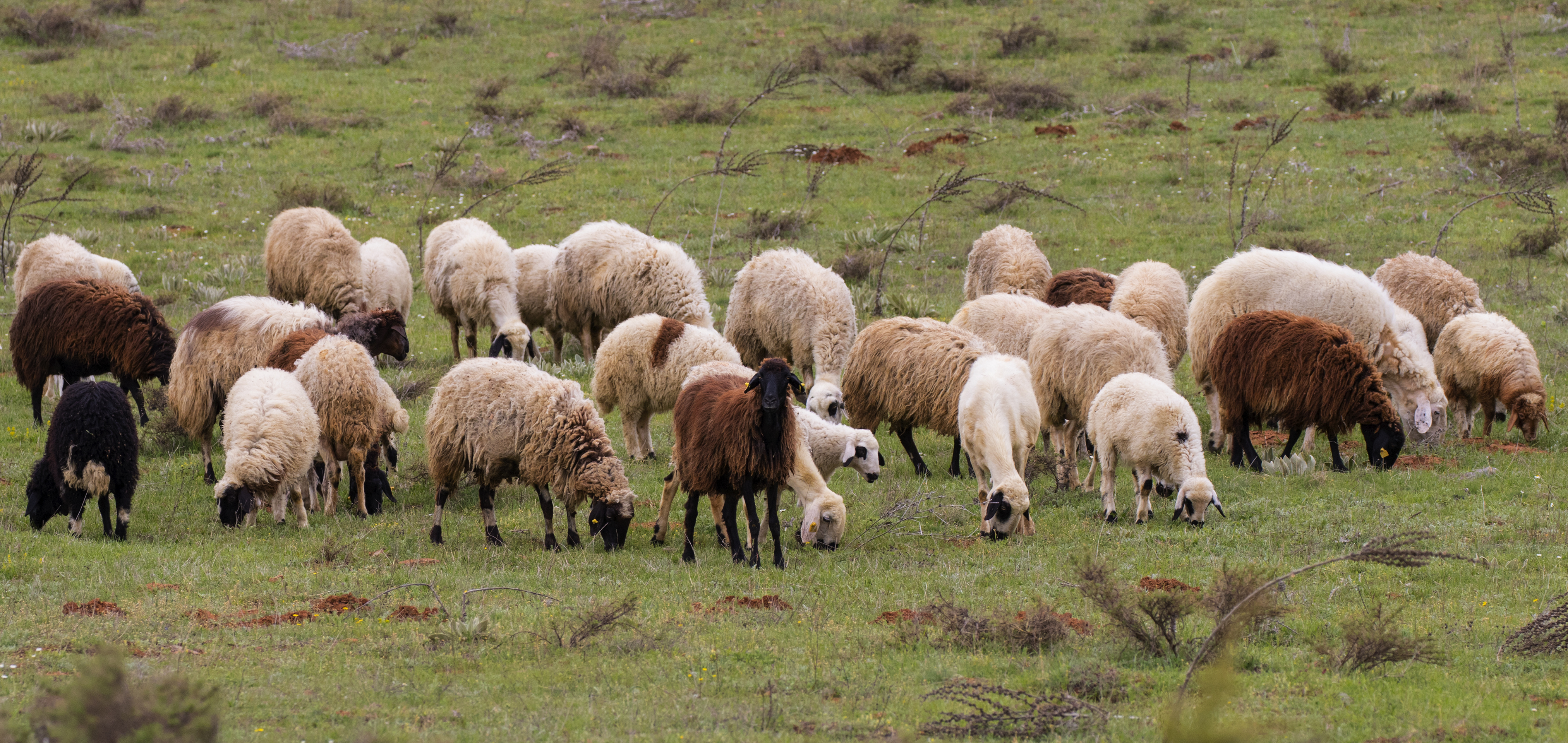
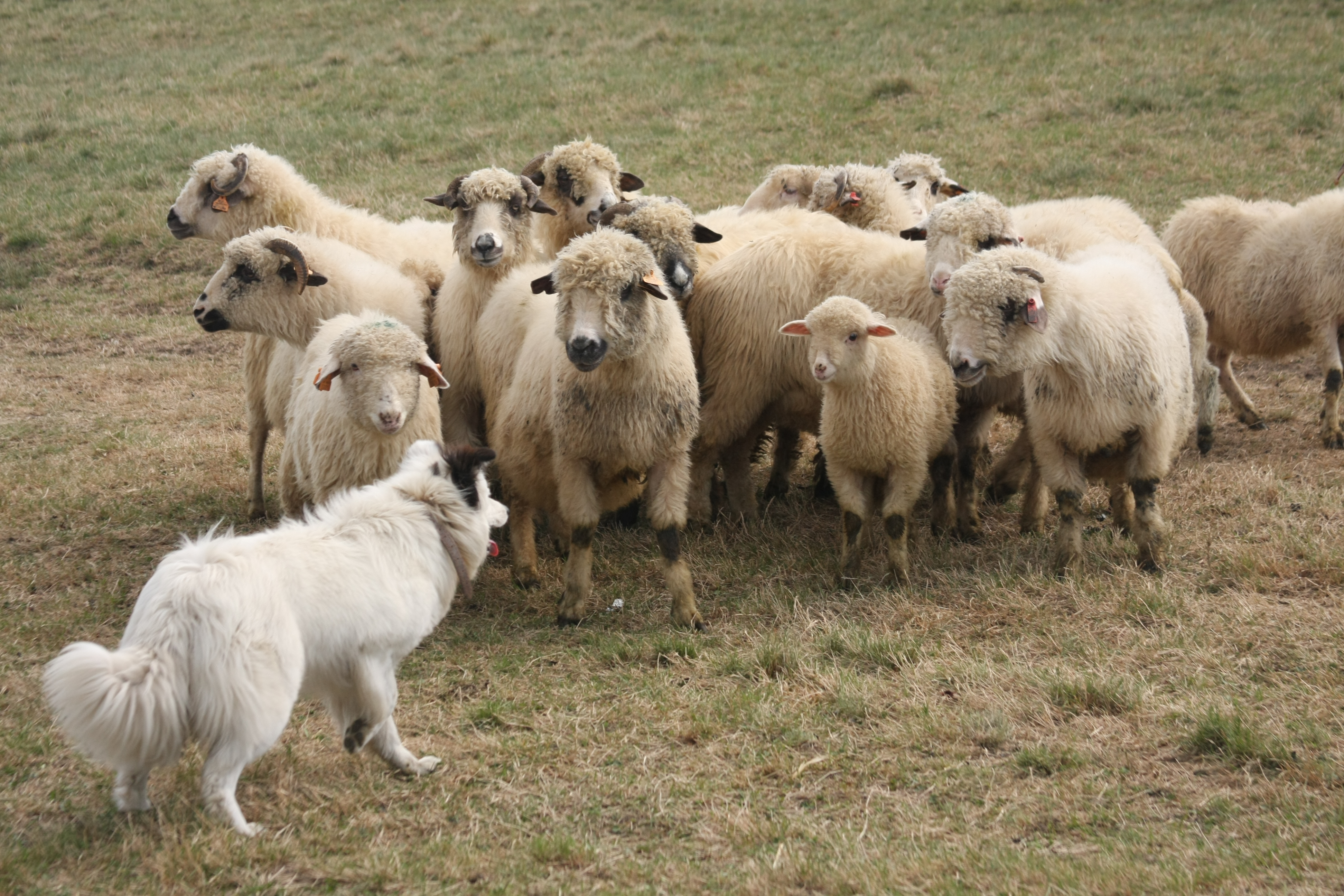
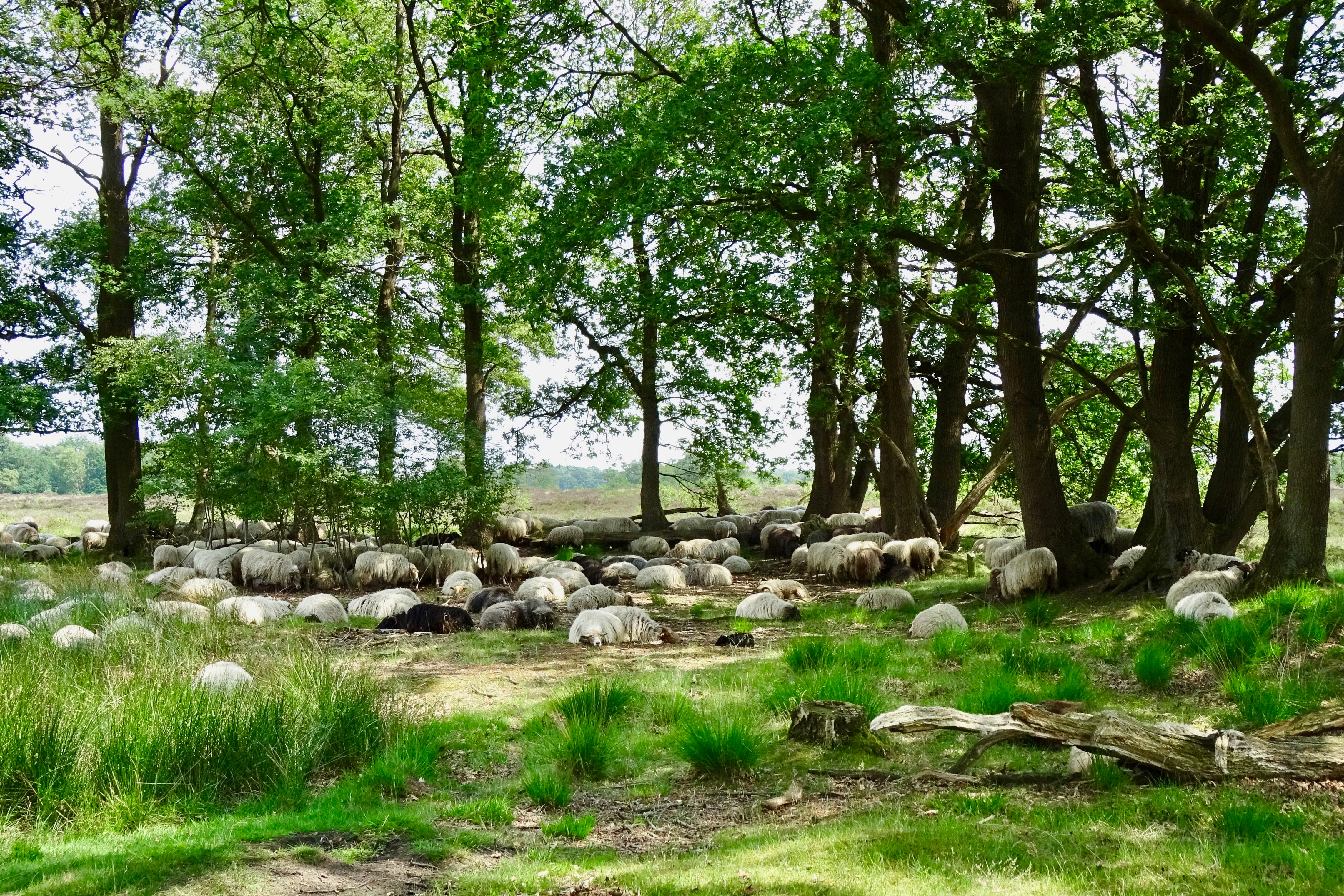
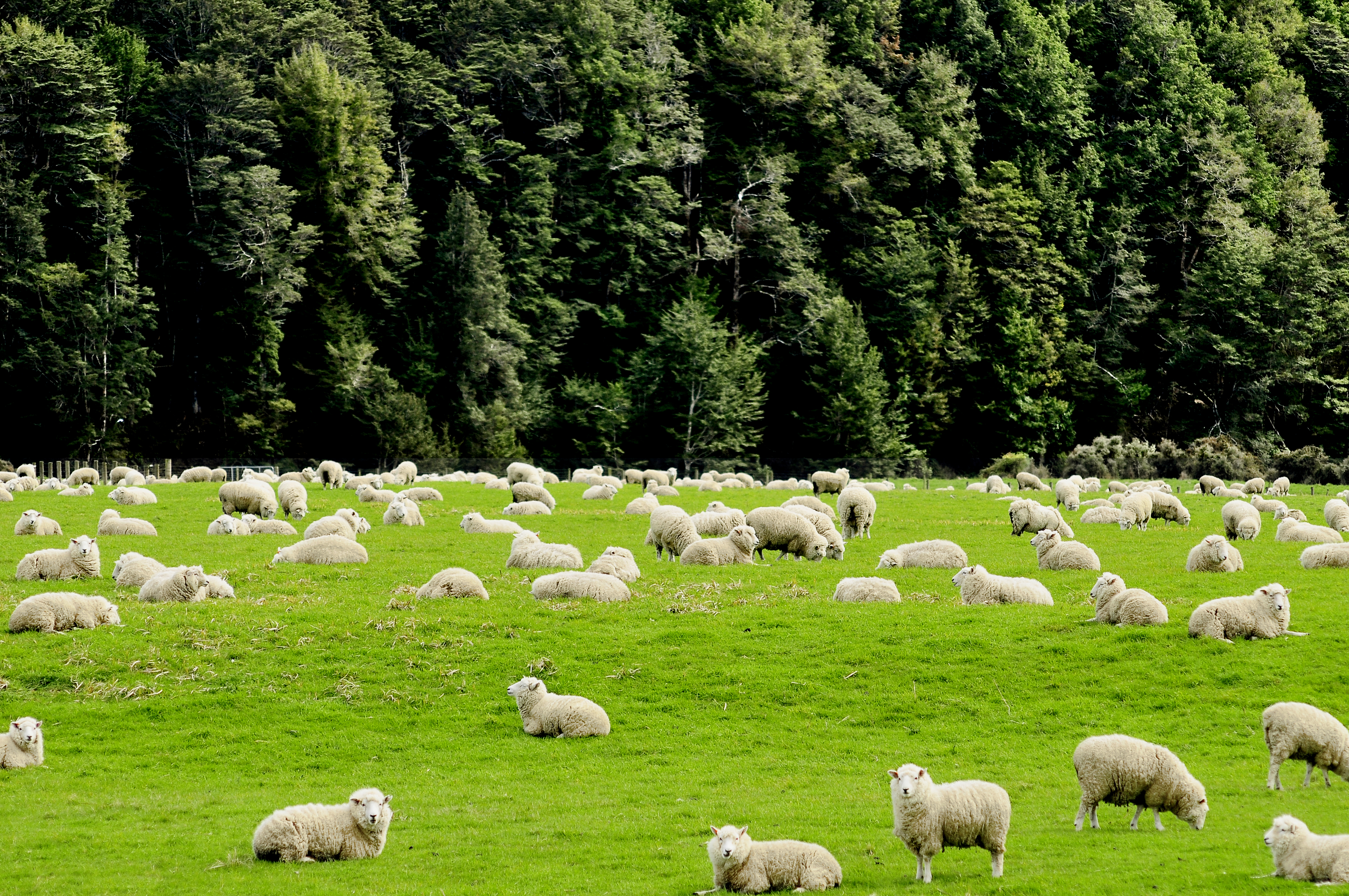
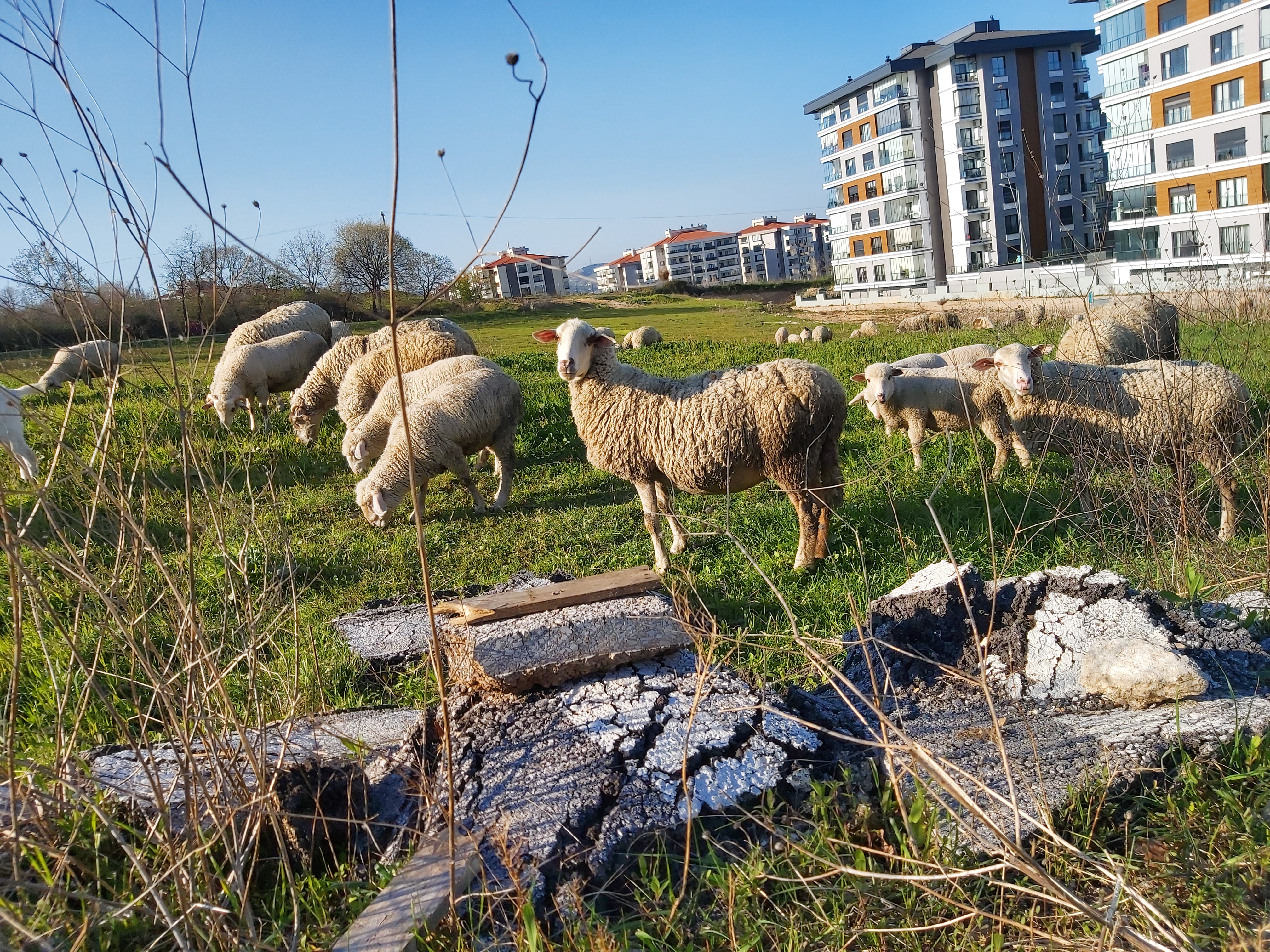
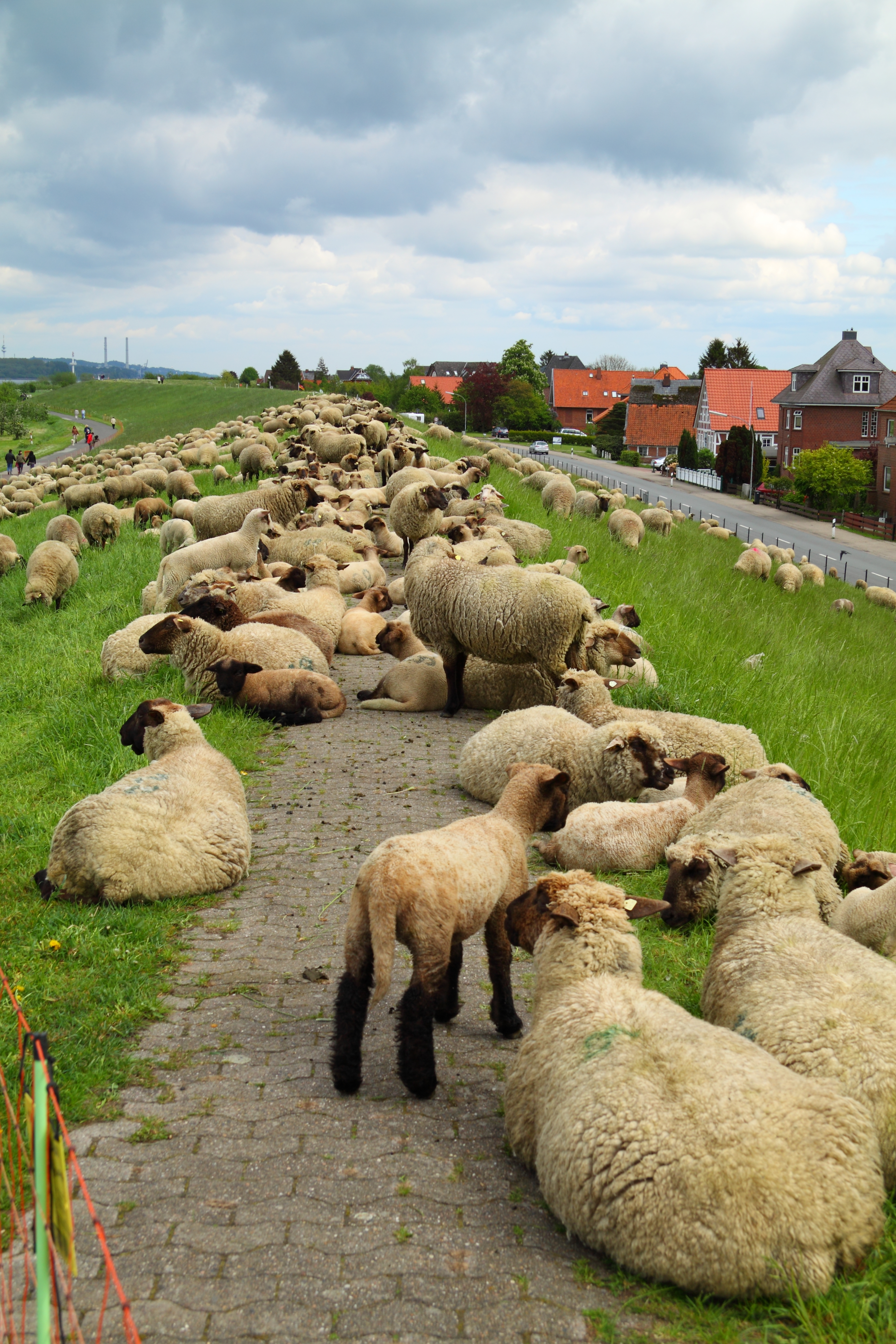
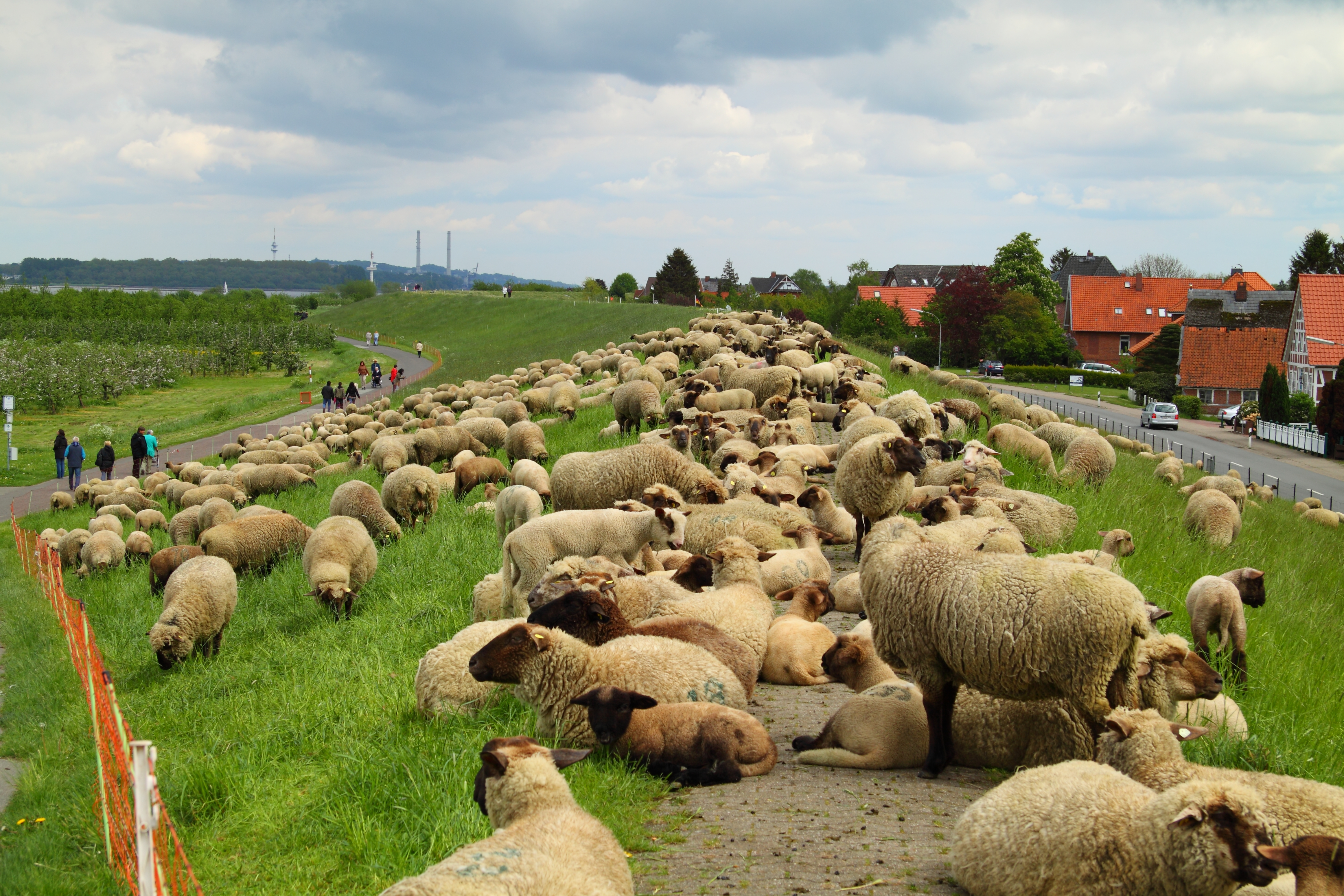